# Coupe d'Afrique des nations de football 2023
Navigation
Cameroun 2021 Maroc 2025
La Coupe d'Afrique des nations de football 2023, connue en abrégé sous le nom de CAN 2023 et à des fins de sponsoring, sous le nom de Coupe d'Afrique des nations TotalEnergies 2023, est la 34e édition du tournoi biennal de football des associations africaines organisé par la Confédération africaine de football. Il est accueilli par la Côte d'Ivoire pour la deuxième fois et la première depuis l'édition 1984.
Cette édition du tournoi devait initialement être la troisième depuis l'édition 2019 à se dérouler pendant l'été de l'hémisphère Nord, afin de réduire les conflits de disponibilité avec les équipes et compétitions de clubs européens. Cependant, elle a été reportée par la CAF du 13 janvier au 11 février 2024, le 3 juillet 2022 en raison des intempéries estivales en Côte d'Ivoire, tout en conservant le nom original de l'édition à des fins de sponsoring. Cela fait suite à l'édition 2021 au Cameroun qui a également été déplacée vers la saison hivernale de l'hémisphère nord pour des raisons similaires. Le Sénégal est le champion en titre.
Le pays hôte, la Côte d'Ivoire, a remporté le tournoi pour son troisième titre. Ils ont battu le Nigeria (1-2) en finale, après avoir également battu le Sénégal, champion en titre, en huitièmes de finale lors des tirs au but (4-5) après un match nul (1-1), le Mali en quart de finale à la fin des prolongations (1-2) et la RD Congo en demi-finale dans le temps réglementaire (1-0).
La grande surprise de la compétition est la RD Congo, qui est arrivé jusqu'aux demi-finales. Ils ont battu l'Égypte, finaliste en titre, en huitièmes de finale lors des tirs au but (7-8) après un match nul (1-1) et la Guinée en quart de finale dans le temps réglementaire (3-1). Ils se sont inclinés en demi-finale contre le futur vainqueur de la compétition, la Côte d'Ivoire (1-0) avant de s'incliner lors de la petite finale contre l'Afrique du Sud (0-0, 6-5 aux tirs au but).

## Désignation du pays hôte
La Confédération africaine de football a initialement annoncé les hôtes des éditions 2019, 2021 et 2023 de la coupe d'Afrique des nations après le vote final lors de la réunion de son comité exécutif du 20 septembre 2014, attribuant l'édition 2019 au Cameroun, l'édition 2021 à la Côte d'Ivoire et l'édition 2023 à la Guinée. L’annonce des hôtes de 2023 n’était pas programmée. La Guinée faisait partie des candidats aux éditions 2019 et 2021, dont les pays hôtes devaient être annoncés ce jour-là. Un porte-parole de la CAF a déclaré à BBC News que, sur la base de la présentation « et de l'engagement » de la Guinée, la commission « a décidé d'exercer son pouvoir pour prendre une décision immédiate ».

### Changer de pays hôte
Le 30 novembre 2018, la CAF a retiré au Cameroun l'organisation de l'édition 2019 en raison du manque de rapidité dans les préparatifs de l'accueil, mais a accepté la demande de l'ancien président de la CAF, Ahmad Ahmad, que le Cameroun organise l'édition suivante en 2021. Par conséquent, les hôtes d'origine de 2021, La Côte d'Ivoire accueillerait l'édition 2023, et les hôtes originaux de 2023, la Guinée, devaient accueillir l'édition 2025, qui jusque-là n'avait pas encore de pays hôte. Le 30 janvier 2019, le président de la CAF a confirmé le changement de calendrier, après une rencontre avec le président ivoirien Alassane Ouattara à Abidjan, en Côte d'Ivoire.

## Organisation
Le COCAN 2023 est l'organisme qui a délégation de la Fédération et de l'État ivoirien pour organiser la compétition. Outre la construction et la gestion de la compétition sportive, c'est lui qui coordonne l'ensemble des actions marketing, commerciales et évènementielles liées à la compétition et à la présence des spectateurs dans les villes accueillant les matchs. Six mois avant le match d’ouverture du tournoi africain, la Confédération africaine de football publie le nouveau modèle des logos de la compétition et mettant la CAN 2023 première compétition africaine à détenir ce modèle. Celui-ci se dit représentant d’une nouvelle ère dans le football africain.

### Marketing
Akwaba (en langue akan : Bienvenue) est la mascotte officielle de la compétition. Akwaba (en) est aussi l'hymne officiel de la compétition. Il est dévoilé au public le 12 octobre 2023, à l'occasion du tirage au sort de la CAN 2023 à Abidjan. Cet hymne est une collaboration musicale entre Yemi Alade, le groupe Magic System, Mohamed Ramadan et le producteur Dany Synthé.
Pokou est le ballon officiel de la 34e édition de la Coupe d'Afrique des Nations de football,. Ce nom fait référence au footballeur international ivoirien Laurent Pokou décédé en 2016. Le pagne de la CAN 2023 est un pagne wax dont le motif commémore la compétition. La CAN est aussi l'occasion de révéler l'expression culturelle ivoirienne, incarnée par le pagne spécialement conçu pour l'occasion. Ce tissu revêt une signification profonde, alliant tradition, créativité et fierté nationale,.

### Sponsors
| Sponsor-titre                                           | Sponsors officiels                                      | Sponsors régionaux                               |
| ------------------------------------------------------- | ------------------------------------------------------- | ------------------------------------------------ |
| - TotalEnergies - 1xBet - Rexona - Visa - Puma - Orange | - Air Côte d'Ivoire - Apsonic - Ecobank - Razzl - Tecno | - Celeste - Porteo - LONACI - Smart Technologies |

## Qualification

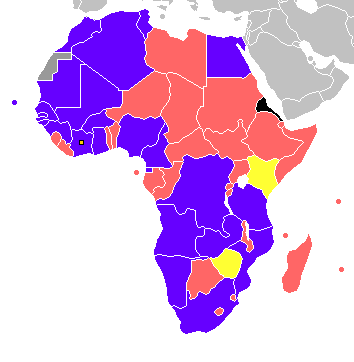
Qualifiées
Éliminées
Retirées
Suspendues

54 équipes étaient initialement inscrites à la qualification qui, comme en 2019 et 2021, s'est déroulée en deux tours. La Réunion et Zanzibar n'étaient pas membres à part entière de la CAF et ont donc été exclus de la participation. L'Érythrée s'est retirée après le tirage au sort du premier tour. Le Kenya et le Zimbabwe ont été suspendus par la FIFA lors du tirage au sort du deuxième tour et ont été exclus de la compétition après que celui-ci n'ait pas été levé à temps.[pas clair]
Lors du tour préliminaire, les douze équipes les moins bien classées au classement mondial de la FIFA de décembre 2021 se sont affrontées dans un système à élimination directe à deux matches. Les six vainqueurs du tour préliminaire et les 42 équipes restantes les mieux classées ont été répartis en douze groupes de quatre en avril 2022. Le deuxième tour s'est déroulé de juin 2022 à septembre 2023 dans un format à double tour. Les vainqueurs et finalistes des douze groupes, à l'exception du groupe H, se sont qualifiés pour le tour final. Hormis les hôtes, à savoir la Côte d’Ivoire, une seule autre équipe s’est qualifiée dans le groupe H.

### Équipes qualifiées
Les équipes suivantes se sont qualifiées pour l'édition 2023 du tournoi sans nations néophytes  et ce pour la première fois depuis l'édition 2015.
Les 17 équipes ayant participé à la dernière édition en 2021 devraient revenir pour l'événement. La RD Congo, l’Afrique du Sud, l’Angola, la Namibie et la Tanzanie font leur retour dans le  tournoi 2023 après n'avoir pas participé à l’édition 2021. La Zambie, quant à elle, revient après neuf ans d'absence à l'événement. Le Mozambique a fait sa cinquième apparition après 14 ans d'absence. Les Comores n'ont pas réussi à se qualifier après avoir fait leurs débuts en 2021, tandis que le Kenya et le Zimbabwe ont été disqualifiés parce que  suspendus par la FIFA. Le Soudan, le Malawi, le Gabon, la Sierra Leone et l’Éthiopie n’ont pas non plus réussi à se qualifier après avoir participé à l’édition 2021.
| Équipe             | Méthode de qualification | Date de qualification | Participation | Dernière participation | Meilleur résultat                                    |
| ------------------ | ------------------------ | --------------------- | ------------- | ---------------------- | ---------------------------------------------------- |
| Côte d'Ivoire H    | Groupe H (2e place)      | 8 janvier 2019        | 25e           | 2021                   | Vainqueur (1992, 2015)                               |
| Maroc              | Groupe K (1re place)     | 24 mars 2023          | 19e           | 2021                   | Vainqueur (1976)                                     |
| Algérie            | Groupe F (1re place)     | 27 mars 2023          | 20e           | 2021                   | Vainqueur (1990, 2019)                               |
| Afrique du Sud     | Groupe K (2e place)      | 28 mars 2023          | 11e           | 2019                   | Vainqueur (1996)                                     |
| Sénégal T          | Groupe L (1re place)     | 28 mars 2023          | 17e           | 2021                   | Vainqueur (2021)                                     |
| Burkina Faso       | Groupe B (1re place)     | 28 mars 2023          | 13e           | 2021                   | Finaliste (2013)                                     |
| Tunisie            | Groupe J (1re place)     | 28 mars 2023          | 21e           | 2021                   | Vainqueur (2004)                                     |
| Égypte             | Groupe D (1re place)     | 14 juin 2023          | 26e           | 2021                   | Vainqueur (1957, 1959, 1986, 1998, 2006, 2008, 2010) |
| Zambie             | Groupe H (1re place)     | 17 juin 2023          | 18e           | 2015                   | Vainqueur (2012)                                     |
| Guinée équatoriale | Groupe J (2e place)      | 17 juin 2023          | 4e            | 2021                   | Quatrième (2015)                                     |
| Nigeria            | Groupe A (1re place)     | 18 juin 2023          | 20e           | 2021                   | Vainqueur (1980, 1994, 2013)                         |
| Guinée-Bissau      | Groupe A (2e place)      | 18 juin 2023          | 4e            | 2021                   | Premier tour (2017, 2019, 2021)                      |
| Cap-Vert           | Groupe B (2e place)      | 18 juin 2023          | 4e            | 2021                   | Quarts de finale (2013)                              |
| Mali               | Groupe G (1re place)     | 18 juin 2023          | 13e           | 2021                   | Finaliste (1972)                                     |
| Guinée             | Groupe D (2e place)      | 20 juin 2023          | 14e           | 2021                   | Finaliste (1976)                                     |
| Ghana              | Groupe E (1re place)     | 7 septembre 2023      | 24e           | 2021                   | Vainqueur (1963, 1965, 1978, 1982)                   |
| Angola             | Groupe E (2e place)      | 7 septembre 2023      | 9e            | 2019                   | Quarts de finale (2008, 2010)                        |
| Tanzanie           | Groupe F (2e place)      | 7 septembre 2023      | 3e            | 2019                   | Premier tour (1980, 2019)                            |
| Mozambique         | Groupe L (2e place)      | 9 septembre 2023      | 5e            | 2010                   | Premier tour (1986, 1996, 1998, 2010)                |
| Mauritanie         | Groupe I (2e place)      | 9 septembre 2023      | 3e            | 2021                   | Premier tour (2019, 2021)                            |
| RD Congo           | Groupe I (1re place)     | 9 septembre 2023      | 20e           | 2019                   | Vainqueur (1968, 1974)                               |
| Gambie             | Groupe G (2e place)      | 10 septembre 2023     | 2e            | 2021                   | Quarts de finale (2021)                              |
| Cameroun           | Groupe C (1re place)     | 12 septembre 2023     | 21e           | 2021                   | Vainqueur (1984, 1988, 2000, 2002, 2017)             |
| Namibie            | Groupe C (2e place)      | 12 septembre 2023     | 4e            | 2019                   | Premier tour (1998, 2008, 2019)                      |

## Villes et stades
En septembre 2017, le gouvernement de Côte d'Ivoire a lancé un appel d'offres public pour les sites du concours. Cela comprenait des appels d'offres publics pour la rénovation et l'agrandissement du Stade Félix-Houphouët-Boigny d'Abidjan et du Stade de la Paix de Bouaké, ainsi que la construction de nouveaux stades à Abidjan et Yamoussoukro ainsi que dans les villes de Korhogo et San-Pédro. Les trois nouveaux stades devaient avoir une capacité de 20 000 places chacun. Outre la rénovation ou la construction de stades, l'appel d'offres prévoyait la rénovation ou la construction d'installations d'entraînement dans les villes hôtes : huit à Abidjan et quatre à Bouaké, Korhogo, Yamoussoukro et San-Pédro. Cela comprenait également la construction de 96 villas (cinq chambres par villa) dans ces villes. Par ailleurs, les pays candidats devaient se présenter pour construire un hôtel trois étoiles de cinquante chambres à Korhogo.
| Abidjan                      | [[Fichier:Côte d'Ivoire adm location map.svg\|280px\|{{#if:\|{{{alt}}}\|Coupe d'Afrique des nations de football 2023 est dans la page Côte d'Ivoire.]]Abidjan Bouaké Korhogo San-Pédro Yamoussoukro Coupe d'Afrique des nations de football 2023 (Côte d'Ivoire) | Yamoussoukro               |
| Stade Alassane-Ouattara      | [[Fichier:Côte d'Ivoire adm location map.svg\|280px\|{{#if:\|{{{alt}}}\|Coupe d'Afrique des nations de football 2023 est dans la page Côte d'Ivoire.]]Abidjan Bouaké Korhogo San-Pédro Yamoussoukro Coupe d'Afrique des nations de football 2023 (Côte d'Ivoire) | Stade Charles-Konan-Banny  |
| Capacité : 60 000            | [[Fichier:Côte d'Ivoire adm location map.svg\|280px\|{{#if:\|{{{alt}}}\|Coupe d'Afrique des nations de football 2023 est dans la page Côte d'Ivoire.]]Abidjan Bouaké Korhogo San-Pédro Yamoussoukro Coupe d'Afrique des nations de football 2023 (Côte d'Ivoire) | Capacité: 20 000           |
|                              | [[Fichier:Côte d'Ivoire adm location map.svg\|280px\|{{#if:\|{{{alt}}}\|Coupe d'Afrique des nations de football 2023 est dans la page Côte d'Ivoire.]]Abidjan Bouaké Korhogo San-Pédro Yamoussoukro Coupe d'Afrique des nations de football 2023 (Côte d'Ivoire) |                            |
| Abidjan                      | [[Fichier:Côte d'Ivoire adm location map.svg\|280px\|{{#if:\|{{{alt}}}\|Coupe d'Afrique des nations de football 2023 est dans la page Côte d'Ivoire.]]Abidjan Bouaké Korhogo San-Pédro Yamoussoukro Coupe d'Afrique des nations de football 2023 (Côte d'Ivoire) | San-Pédro                  |
| Stade Félix-Houphouët-Boigny | [[Fichier:Côte d'Ivoire adm location map.svg\|280px\|{{#if:\|{{{alt}}}\|Coupe d'Afrique des nations de football 2023 est dans la page Côte d'Ivoire.]]Abidjan Bouaké Korhogo San-Pédro Yamoussoukro Coupe d'Afrique des nations de football 2023 (Côte d'Ivoire) | Stade Laurent Pokou        |
| Capacité : 40 000            | [[Fichier:Côte d'Ivoire adm location map.svg\|280px\|{{#if:\|{{{alt}}}\|Coupe d'Afrique des nations de football 2023 est dans la page Côte d'Ivoire.]]Abidjan Bouaké Korhogo San-Pédro Yamoussoukro Coupe d'Afrique des nations de football 2023 (Côte d'Ivoire) | Capacité : 20 000          |
|                              | [[Fichier:Côte d'Ivoire adm location map.svg\|280px\|{{#if:\|{{{alt}}}\|Coupe d'Afrique des nations de football 2023 est dans la page Côte d'Ivoire.]]Abidjan Bouaké Korhogo San-Pédro Yamoussoukro Coupe d'Afrique des nations de football 2023 (Côte d'Ivoire) |                            |
| Bouaké                       | [[Fichier:Côte d'Ivoire adm location map.svg\|280px\|{{#if:\|{{{alt}}}\|Coupe d'Afrique des nations de football 2023 est dans la page Côte d'Ivoire.]]Abidjan Bouaké Korhogo San-Pédro Yamoussoukro Coupe d'Afrique des nations de football 2023 (Côte d'Ivoire) | Korhogo                    |
| Stade de la Paix             | [[Fichier:Côte d'Ivoire adm location map.svg\|280px\|{{#if:\|{{{alt}}}\|Coupe d'Afrique des nations de football 2023 est dans la page Côte d'Ivoire.]]Abidjan Bouaké Korhogo San-Pédro Yamoussoukro Coupe d'Afrique des nations de football 2023 (Côte d'Ivoire) | Stade Amadou Gon Coulibaly |
| Capacité: 40 000             | [[Fichier:Côte d'Ivoire adm location map.svg\|280px\|{{#if:\|{{{alt}}}\|Coupe d'Afrique des nations de football 2023 est dans la page Côte d'Ivoire.]]Abidjan Bouaké Korhogo San-Pédro Yamoussoukro Coupe d'Afrique des nations de football 2023 (Côte d'Ivoire) | Capacité : 20 000          |
|                              | [[Fichier:Côte d'Ivoire adm location map.svg\|280px\|{{#if:\|{{{alt}}}\|Coupe d'Afrique des nations de football 2023 est dans la page Côte d'Ivoire.]]Abidjan Bouaké Korhogo San-Pédro Yamoussoukro Coupe d'Afrique des nations de football 2023 (Côte d'Ivoire) |                            |

## Arbitres retenus
Le 12 septembre 2023, un total de 32 arbitres, 33 assistants et 12 arbitres assistants vidéo (VAR) ont été nommés pour le tournoi.

### Arbitres centraux
- Redouane Jiyed
- Mustapha Ghorbal
- Peter Waweru
- Bamlak Tessema Weyesa
- Jean Ngambo
- Amin Omar
- Dahane Beida
- Samir Guezzaz
- Boubou Traore
- Tom Abongile
- Atcho Pierre
- Ismail Mahmood
- Mahamat Aliaou
- Issa Sy
- Mutaz Ibrahim
- Pacifique Ndabihawenimana
- Samuel Uwikunda
- Mohamed Maarouf
- Abdel Bouh
- Mebiame Tanguy
- Omar Artan
- Gamouh Youcef
- Jalal Jayed
- Kalilou Ibrahim
- Sadok Selmi
- Louis Houngnandande
- Messie Nkoukou
- Milazare Patrice
- Lahlou Benbraham
- Guirat Haithem
- Daniel Laryea
- Mahmoud El Banna
- Ahmed Heerelal

### Arbitres assistants
- Abbes Zerhouni
- Mokrane Gourari
- Ahmed Ibrahim
- Mahmoud Abouregal
- Azgaou Lahsen
- Mostafa Akarkad
- Emiliano Dos Santos
- Lopes Oliveira
- Djibril Camara
- Nouha Bangoura
- Ngoh Hermann
- Nouho Ouattara
- Zakhele Siwela
- Elvis Noupue
- Sourou Phatsoane
- Arsenio Maringule
- Ibrahim Mohamed
- Hassani Khalil
- Gilbert Cheriot
- Amsaed Essa
- Tiama Seydou
- Amaldin Souleimane
- Liban Abdoulrazack
- Ditsoga Marlene
- Dos Abdelmiro
- Kwasi Brobbey
- Ayimavo Eric
- Yiembe Stephen
- Dimbiniaina Andriatianarivelo
- Ahonto Koffi
- Steven Moutsassi
- Modibe Samake
- Zakaria Brinsi

### Arbitre vidéo (VAR)
- Lahlou Benbraham
- Mohamed Ashour
- Mahmoud Elbana
- Daniel Nii Laryea
- Ahmed Heerallal
- Maria Rivet
- Zakaria Brinsi
- Redouane Jiyed
- Salima Mukansanga
- Akhona Makalima
- Mohamed Ibrahim
- Haythem Guirat

## Tirage au sort
Le tirage au sort a lieu le 12 octobre 2023, à Abidjan au Parc des expositions d'Abidjan. L'événement était animé par le musicien sénégalo-américain Akon, tandis que le tirage au sort était dirigé par les anciens footballeurs africains Didier Drogba et John Obi Mikel, aux côtés des internationaux actuels, Sadio Mané et Achraf Hakimi. Les 24 équipes ont été divisées en six groupes de quatre chacun, les quatre pots initiaux étant déterminés sur la base du classement mondial de la FIFA de septembre 2023 (indiqué entre parenthèses), répertorié ci-dessous. La Côte d'Ivoire a été automatiquement classée première tête de série et affectée à la position A1 lors du tirage au sort en tant qu'hôte.
| Chapeau 1            | Chapeau 2         | Chapeau 3               | Chapeau 4           |
| -------------------- | ----------------- | ----------------------- | ------------------- |
| Côte d'Ivoire H (50) | Nigeria (40)      | Afrique du Sud (65)     | Guinée-Bissau (106) |
| Maroc (13)           | Cameroun (41)     | Cap-Vert (71)           | Mozambique (113)    |
| Sénégal (20)         | Mali (49)         | Guinée (81)             | Namibie (114)       |
| Tunisie (29)         | Burkina Faso (58) | Zambie (82)             | Angola (117)        |
| Algérie (34)         | Ghana (60)        | Guinée équatoriale (92) | Gambie (118)        |
| Égypte (35)          | RD Congo (64)     | Mauritanie (99)         | Tanzanie (122)      |

| Groupe A           | Groupe B       | Groupe C |
| ------------------ | -------------- | -------- |
| Côte d'Ivoire H    | Égypte         | Sénégal  |
| Nigeria            | Ghana          | Cameroun |
| Guinée équatoriale | Cap-Vert       | Guinée   |
| Guinée-Bissau      | Mozambique     | Gambie   |
| Groupe D           | Groupe E       | Groupe F |
| Algérie            | Tunisie        | Maroc    |
| Burkina Faso       | Mali           | RD Congo |
| Mauritanie         | Afrique du Sud | Zambie   |
| Angola             | Namibie        | Tanzanie |

## Cérémonie d'ouverture
La cérémonie d'ouverture du stade a débuté le 13 janvier 2024 à 17h25 avec la mise en place des groupes d'animation et des activités culturelles qui ont duré jusqu'à 20h00. Les invités et les officiels étaient installés jusqu'au début du match d'ouverture à 20h00. Parmi les invités figuraient des membres de la confédération africaine de football, des membres du corps diplomatique, des présidents d'institutions législatives et judiciaires, des membres du gouvernement dont le président du COCAN 2023 et les présidents de la CAF Patrice Motsepe et de la FIFA Gianni Infantino et des légendes du football africain.

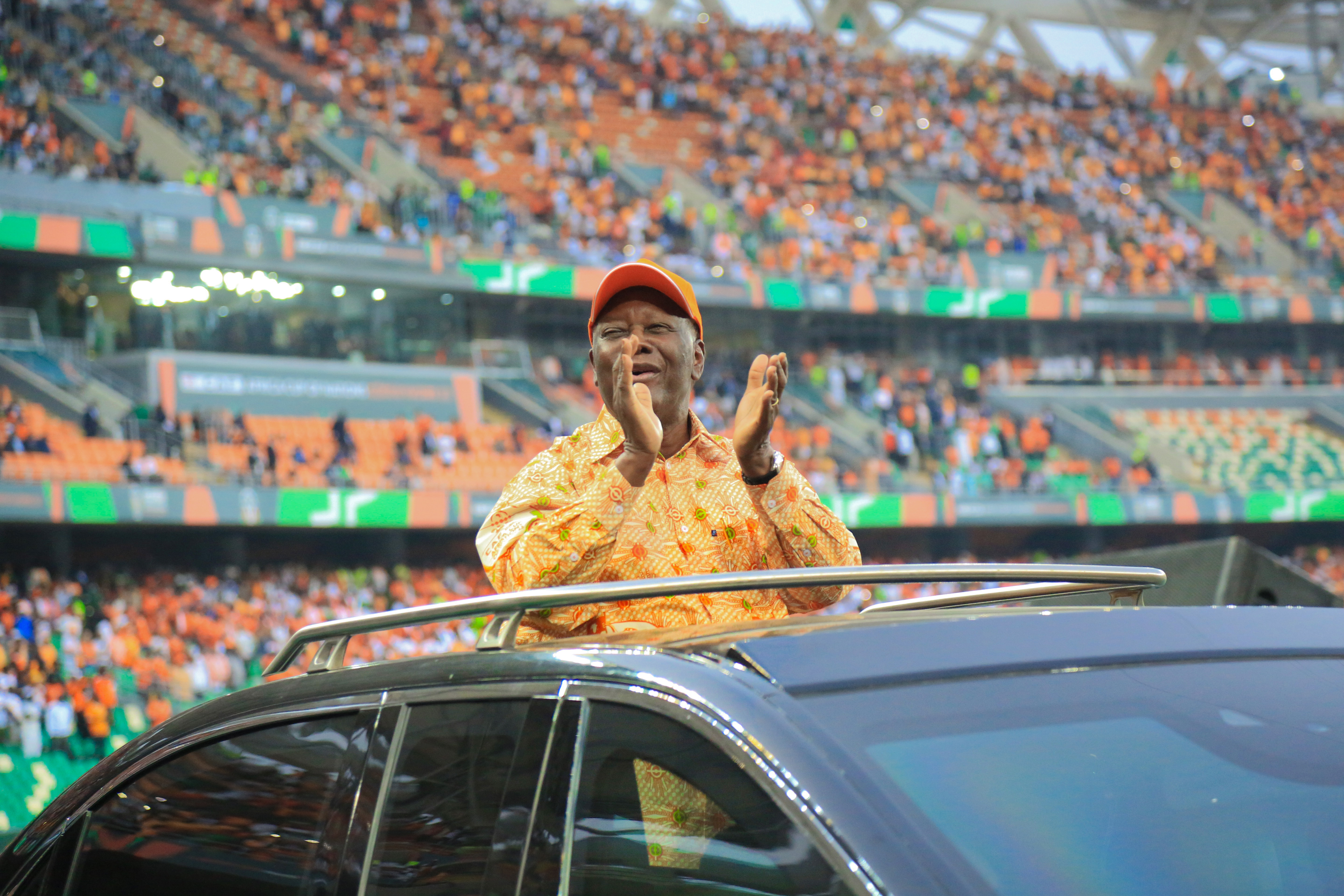
Le président Alassane Ouattara salue le public lors de l'ouverture du tournoi.

### Déroulé
La cérémonie d'ouverture de la 34e édition de la Coupe d’Afrique des Nations CAF, Côte d’Ivoire 2023, s'est tenue le samedi 13 janvier 2024 au Stade Olympique Alassane Ouattara d’Ebimpe, débutant à 17h25 et durant jusqu'à 20h00. Cette cérémonie a été marquée par une série d'activités culturelles et de performances artistiques mettant en valeur le riche patrimoine culturel de la Côte d'Ivoire, notamment ses masques et ses danses traditionnels. Les invités prestigieux comprenaient des membres de la Confédération Africaine de Football, des représentants du corps diplomatique, des présidents d'institutions législatives et judiciaires, ainsi que des personnalités du football africain et mondial, dont le président de la FIFA Gianni Infantino et le président de la CAF Patrice Motsepe,.

### Animations Culturelles
La cérémonie a débuté avec l'installation des groupes d'animation et des activités culturelles, se poursuivant jusqu'au début du match d'ouverture à 20h00. La présence du Chef de l'État, SEM Alassane Ouattara, ainsi que des présidents du Ghana et de la Guinée-Bissau, a ajouté à l'éclat de l'événement. Des performances musicales mémorables ont été offertes par des artistes de renom tels que Josey, Dadju et Tayc, ainsi que l'hymne de la CAN 2023 interprété par Magic System, Yémi Aladé et Mohamed Ramadan.

### Diversité Culturelle
La cérémonie a mis en lumière l'histoire et la diversité culturelle de la Côte d'Ivoire, tout en célébrant l'unité africaine et la croissance économique du pays. Elle a également servi de plateforme pour sensibiliser à l'importance du football en tant que catalyseur du développement social et économique en Afrique.
Cette cérémonie d'ouverture a non seulement lancé de manière spectaculaire la 34e édition de la Coupe d’Afrique des Nations CAF, mais elle a également renforcé le statut de la Côte d'Ivoire en tant qu'hôte de ce prestigieux événement sportif continental.

## Déroulement de la phase finale

### Phase de groupes

#### Critères de départage
En cas d'égalité de points entre deux équipes à l'issue des trois journées, les équipes sont classées ou départagées suivant les critères, dans l'ordre :
1. Le plus grand nombre de points obtenus lors de la rencontre entre les deux équipes concernées;
2. La différence de buts sur l’ensemble des parties disputées dans le groupe;
3. Le plus grand nombre de buts marqués sur l’ensemble des matches de groupe
4. Un tirage au sort effectué par la Commission d’Organisation.

En cas d'égalité de points entre plus de deux équipes à l'issue des trois journées, les équipes sont classées ou départagées suivant les critères, dans l'ordre :
1. Le plus grand nombre de points obtenus dans les rencontres entre les équipes concernées ;
2. La meilleure différence de buts dans les rencontres entre les équipes concernées ;
3. Le plus grand nombre de buts marqués dans les rencontres entre les équipes concernées ;
4. Si, après avoir appliqué les critères 1 à 3, deux équipes sont encore à égalité, les critères 1 à 3 sont à nouveau appliqués aux matches disputés entre les deux équipes en question pour déterminer le classement final des deux équipes. Si cette procédure ne permet pas de les départager, les critères 5 à 7 sont appliqués dans l’ordre;
5. Meilleure différence de buts dans tous les matches du groupe;
6. Plus grand nombre de buts marqués dans tous les matches du groupe;
7. Un tirage au sort effectué par la Commission d’Organisation.

#### Groupe A
| Rang | Équipe             | Pts | J | G | N | P | Bp | Bc | Diff |
| ---- | ------------------ | --- | - | - | - | - | -- | -- | ---- |
| 1    | Guinée équatoriale | 7   | 3 | 2 | 1 | 0 | 9  | 3  | +6   |
| 2    | Nigeria            | 7   | 3 | 2 | 1 | 0 | 3  | 1  | +2   |
| 3    | Côte d'Ivoire H    | 3   | 3 | 1 | 0 | 2 | 2  | 5  | -3   |
| 4    | Guinée-Bissau      | 0   | 3 | 0 | 0 | 3 | 2  | 7  | -5   |

| Match d'ouverture     | Côte d'Ivoire                       | 2 - 0   | Guinée-Bissau | Stade Alassane Ouattara, Abidjan           |                                            |
| 13 janvier 2024 20h00 | ( Kessié) S. Fofana 4e · Krasso 58e | (1 - 0) |               | Spectateurs : 36 858 Arbitrage : Amin Omar | Spectateurs : 36 858 Arbitrage : Amin Omar |
| 13 janvier 2024 20h00 | Rapport                             |         |               | Spectateurs : 36 858 Arbitrage : Amin Omar | Spectateurs : 36 858 Arbitrage : Amin Omar |

La Côte d'Ivoire a entamé la Coupe d'Afrique en remportant le match d'ouverture contre la Guinée-Bissau sur le score de 2-0. Dès la 4e minute, Seko Fofana a ouvert le score, suivi en seconde période par un but de Jean-Philippe Krasso, scellant ainsi la victoire des Éléphants.
| Match 2               | Nigeria                | 1 - 1   | Guinée équatoriale     | Stade Alassane Ouattara, Abidjan             |                                              |
| 14 janvier 2024 14h00 | ( Lookman) Osimhen 38e | (1 - 1) | 36e Salvador (Machín ) | Spectateurs : 8 500 Arbitrage : Abongile Tom | Spectateurs : 8 500 Arbitrage : Abongile Tom |
| 14 janvier 2024 14h00 | Rapport                |         |                        | Spectateurs : 8 500 Arbitrage : Abongile Tom | Spectateurs : 8 500 Arbitrage : Abongile Tom |

Le Nigeria a été tenu en échec par la Guinée équatoriale avec un score de 1-1. Les Super Eagles ont rencontré des difficultés face à une équipe équato-guinéenne déterminée. La Guinée équatoriale a ouvert le score, mais Victor Osimhen, a rapidement égalisé, inscrivant ainsi son premier but en phase finale de la CAN. Ce résultat place le Nigeria dans une position délicate avant son prochain affrontement contre la Côte d'Ivoire, hôte du tournoi.
| Match 13              | Guinée équatoriale                                                               | 4 - 2   | Guinée-Bissau                                | Stade Alassane Ouattara, Abidjan                 |                                                  |
| 18 janvier 2024 14h00 | ( Ganet) Nsue 21e · ( Owono) Josete 46e · ( Ndong) Nsue 51e · ( Machín) Nsue 61e | (1 - 1) | 37e (csc) Esteban · 90+3e Zé Turbo (Dálcio ) | Spectateurs : 13 888 Arbitrage : Samuel Uwikunda | Spectateurs : 13 888 Arbitrage : Samuel Uwikunda |
| 18 janvier 2024 14h00 | Rapport                                                                          |         |                                              | Spectateurs : 13 888 Arbitrage : Samuel Uwikunda | Spectateurs : 13 888 Arbitrage : Samuel Uwikunda |

La Guinée équatoriale a battu la Guinée-Bissau 4-2. Emilio Nsue, capitaine de la Guinée équatoriale, a inscrit un triplé, marquant aux 21e, 5e et 61e minutes. Josete Miranda a également contribué avec un but à la 46e minute. La Guinée-Bissau a répondu avec un but contre son camp d'Esteban Orozco à la 37e minute et un but de José Correia dans le temps additionnel (90e+2). Cette victoire place la Guinée équatoriale en tête du groupe A avec quatre points.
| Match 14              | Côte d'Ivoire | 0 - 1   | Nigeria                 | Stade Alassane Ouattara, Abidjan                  |                                                   |
| 18 janvier 2024 17h00 |               | (0 - 1) | 55e (pen.) Troost-Ekong | Spectateurs : 49 517 Arbitrage : Mustapha Ghorbal | Spectateurs : 49 517 Arbitrage : Mustapha Ghorbal |
| 18 janvier 2024 17h00 | Rapport       |         |                         | Spectateurs : 49 517 Arbitrage : Mustapha Ghorbal | Spectateurs : 49 517 Arbitrage : Mustapha Ghorbal |

Le Nigeria a remporté une victoire importante contre la Côte d'Ivoire, pays hôte, sur le score de 1-0. L'unique but de la rencontre a été inscrit sur penalty par le capitaine nigérian William Troost-Ekong peu avant l'heure de jeu. Cette défaite a placé les Éléphants dans une position délicate au sein du groupe A, compromettant leurs chances de qualification pour le tour suivant. À la suite de cette contre-performance, le sélectionneur ivoirien Jean-Louis Gasset a démissionné de son poste.
| Match 25              | Guinée-Bissau | 0 - 1   | Nigeria            | Stade Félix-Houphouët-Boigny, Abidjan             |                                                   |
| 22 janvier 2024 17h00 |               | (0 - 1) | 36e (csc) Sanganté | Spectateurs : 15 650 Arbitrage : Bouchra Karboubi | Spectateurs : 15 650 Arbitrage : Bouchra Karboubi |
| 22 janvier 2024 17h00 | Rapport       |         |                    | Spectateurs : 15 650 Arbitrage : Bouchra Karboubi | Spectateurs : 15 650 Arbitrage : Bouchra Karboubi |

Le Nigeria a battu la Guinée-Bissau 1-0. L'unique but du match est un but contre son camp du défenseur guinéen Opa Sanganté à la 37ᵉ minute. Cette victoire permet aux Super Eagles de terminer deuxièmes du groupe A et de se qualifier pour les huitièmes de finale. Cette rencontre a été arbitrée par la marocaine Bouchra Karboubi, première femme à diriger un match à la CAN.
| Match 26              | Guinée équatoriale                                             | 4 - 0   | Côte d'Ivoire | Stade Alassane Ouattara, Abidjan                |                                                 |
| 22 janvier 2024 17h00 | ( Akapo) Nsue 42e · Ganet 73e · ( Machín) Nsue 75e · Buyla 88e | (1 - 0) |               | Spectateurs : 42 550 Arbitrage : Mahmood Ismail | Spectateurs : 42 550 Arbitrage : Mahmood Ismail |
| 22 janvier 2024 17h00 | Rapport                                                        |         |               | Spectateurs : 42 550 Arbitrage : Mahmood Ismail | Spectateurs : 42 550 Arbitrage : Mahmood Ismail |

La Côte d'Ivoire a subi une lourde défaite 4-0 face à la Guinée équatoriale. Cette déroute place les Éléphants, aux portes de l'élimination dès le premier tour. Malgré cette déconvenue, ils conservent une mince chance de qualification en espérant figurer parmi les meilleurs troisièmes. La Côte d'Ivoire s'est qualifiée in extremis pour les huitièmes de finale grâce à la victoire du Maroc sur la Zambie (1-0). Malgré une phase de groupes décevante, terminant troisième avec trois points, les Éléphants ont bénéficié de ce résultat favorable pour poursuivre leur parcours.

#### Groupe B
| Rang | Équipe     | Pts | J | G | N | P | Bp | Bc | Diff |
| ---- | ---------- | --- | - | - | - | - | -- | -- | ---- |
| 1    | Cap-Vert   | 7   | 3 | 2 | 1 | 0 | 7  | 3  | +4   |
| 2    | Égypte     | 3   | 3 | 0 | 3 | 0 | 6  | 6  | 0    |
| 3    | Ghana      | 2   | 3 | 0 | 2 | 1 | 5  | 6  | -1   |
| 4    | Mozambique | 2   | 3 | 0 | 2 | 1 | 4  | 7  | -3   |

| Match 3               | Égypte                                   | 2 - 2   | Mozambique                                           | Stade Félix-Houphouët-Boigny, Abidjan         |                                               |
| 14 janvier 2024 17h00 | ( Salah) Mohamed 2e · Salah 90+7e (pen.) | (1 - 0) | 55e Witi (Macandza (en) ) · 58e Clésio (Guima (en) ) | Spectateurs : 11 933 Arbitrage : Dahane Beida | Spectateurs : 11 933 Arbitrage : Dahane Beida |
| 14 janvier 2024 17h00 | Rapport                                  |         |                                                      | Spectateurs : 11 933 Arbitrage : Dahane Beida | Spectateurs : 11 933 Arbitrage : Dahane Beida |

Pour leur entrée en lice, l'Égypte concéde un match nul 2-2 face au Mozambique. Dès la 2e minute, Mostafa Mohamed a ouvert le score pour les Pharaons. Cependant, en seconde période, le Mozambique a renversé la situation avec des buts de Witi à la 55e minute et de Clésio trois minutes plus tard. L'Égypte évite la défaite grâce à un penalty transformé par Mohamed Salah dans les arrêts de jeu.
| Match 4               | Ghana                | 1 - 2   | Cap-Vert                                    | Stade Félix-Houphouët-Boigny, Abidjan                      |                                                            |
| 14 janvier 2024 20h00 | ( J. Ayew) Djiku 56e | (0 - 1) | 17e Monteiro · 90+2e Rodrigues (Benchimol ) | Spectateurs : 11 943 Arbitrage : Jean-Jacques Ndala Ngambo | Spectateurs : 11 943 Arbitrage : Jean-Jacques Ndala Ngambo |
| 14 janvier 2024 20h00 | Rapport              |         |                                             | Spectateurs : 11 943 Arbitrage : Jean-Jacques Ndala Ngambo | Spectateurs : 11 943 Arbitrage : Jean-Jacques Ndala Ngambo |

Lors de leur premier match dans la compétition, le Ghana a été battu 2-1 par le Cap-Vert. Les Requins Bleus ont ouvert le score à la 17e minute grâce à un but de Jamiro Monteiro. Les Black Stars ont égalisé en seconde période avec une réalisation de Jordan Ayew à la 56e minute. Cependant, le Cap-Vert a repris l'avantage en fin de match, avec un but décisif de Garry Rodrigues à la 90e minute.
| Match 16              | Égypte                                  | 2 - 2   | Ghana                                          | Stade Félix-Houphouët-Boigny, Abidjan         |                                               |
| 18 janvier 2024 20h00 | Marmoush 69e · ( Trézéguet) Mohamed 74e | (0 - 1) | 45+3e Kudus (Abdul Samed ) · 71e Kudus (Odoi ) | Spectateurs : 20 808 Arbitrage : Pierre Atcho | Spectateurs : 20 808 Arbitrage : Pierre Atcho |
| 18 janvier 2024 20h00 | Rapport                                 |         |                                                | Spectateurs : 20 808 Arbitrage : Pierre Atcho | Spectateurs : 20 808 Arbitrage : Pierre Atcho |

Lors de la deuxième journée, l'Égypte et le Ghana se sont neutralisés sur un score de 2-2. La première mi-temps, est marquée par la sortie sur blessure de Mohamed Salah. Juste avant la pause, le Ghanéen Mohamed Kudus a ouvert le score d'une frappe à l'entrée de la surface égyptienne (45e+3). En seconde période, l'Égypte égalise à la 69e minute grâce à Omar Marmoush, profitant d'une erreur défensive d'Inaki Williams. Cependant, deux minutes plus tard, Mohamed Kudus redonne l'avantage au Ghana avec un second but (71e). Les Pharaons ont réagi rapidement, égalisant à nouveau par Mostafa Mohamed à la 74e minute, après une perte de balle d'Osman Bukari.
| Match 15              | Cap-Vert                                      | 3 - 0   | Mozambique | Stade Félix-Houphouët-Boigny, Abidjan         |                                               |
| 19 janvier 2024 14h00 | Bebé 32e · Mendes 51e · ( D. Duarte) Pina 69e | (1 - 0) |            | Spectateurs : 5 794 Arbitrage : Samir Guezzaz | Spectateurs : 5 794 Arbitrage : Samir Guezzaz |
| 19 janvier 2024 14h00 | Rapport                                       |         |            | Spectateurs : 5 794 Arbitrage : Samir Guezzaz | Spectateurs : 5 794 Arbitrage : Samir Guezzaz |

Le Cap-Vert domine le Mozambique avec une victoire 3-0. Cette performance assure aux Requins Bleus une place en huitièmes de finale et la première position de leur groupe. Le premier but est inscrit à la 32e minute par Bebé, sur un coup franc puissant de trente-cinq mètres. En seconde période, à la 51e minute, le capitaine Ryan Mendes a profité d'une erreur défensive d'Edmilson Dove pour doubler la mise. Enfin, Kevin Pina a scellé le score à la 69e minute.
| Match 27              | Mozambique                                        | 2 - 2   | Ghana                                   | Stade Alassane Ouattara, Abidjan              |                                               |
| 22 janvier 2024 20h00 | Catamo 90+1e (pen.) · ( Shaquille) Reinildo 90+4e | (0 - 1) | 15e (pen.) J. Ayew · 70e (pen.) J. Ayew | Spectateurs : 6 000 Arbitrage : Ibrahim Mutaz | Spectateurs : 6 000 Arbitrage : Ibrahim Mutaz |
| 22 janvier 2024 20h00 | Rapport                                           |         |                                         | Spectateurs : 6 000 Arbitrage : Ibrahim Mutaz | Spectateurs : 6 000 Arbitrage : Ibrahim Mutaz |

Le Ghana avait pourtant pris une avance de deux buts grâce à des réalisations de Jordan Ayew sur penalty à la 15e et 70e minute. Cependant, le Mozambique a réagi en fin de match, réduisant l'écart à la 90e minute par Geny Catamo, également sur penalty, puis égalisant à la 90e+4 minute grâce à Reinildo Mandava. Avec ce match nul, le Ghana termine la phase de groupes avec seulement deux points, avec une défaite contre le Cap-Vert (1-2) et un autre match nul contre l'Égypte (2-2). Le Mozambique, de son côté, totalise également deux points, mais avec une meilleure différence de buts.
| Match 28              | Cap-Vert                                   | 2 - 2   | Égypte                                               | Stade Félix-Houphouët-Boigny                           |                                                        |
| 22 janvier 2024 20h00 | ( Mendes) Benchimol 45+1e · Teixeira 90+9e | (1 - 0) | 50e Trézéguet (Hegazy ) · 90+3e Mohamed (Trézéguet ) | Spectateurs : 15 650 Arbitrage : Alhadi Allaou Mahamat | Spectateurs : 15 650 Arbitrage : Alhadi Allaou Mahamat |
| 22 janvier 2024 20h00 | Rapport                                    |         |                                                      | Spectateurs : 15 650 Arbitrage : Alhadi Allaou Mahamat | Spectateurs : 15 650 Arbitrage : Alhadi Allaou Mahamat |

L'Égypte a fait match nul 2-2 contre le Cap-Vert. Malgré ce résultat, les Pharaons sont qualifiés pour les huitièmes de finale en tant qu'équipes classées meilleures troisièmes. Le Cap-Vert a ouvert le score à la 45e minute grâce à Gilson Benchimol. En seconde période, Mahmoud Trézéguet a égalisé pour l'Égypte à la 50e minute. Les Pharaons reprennent l'avantage par l'intermédiaire de Mostafa Mohamed (90e+3), mais Bryan Teixeira permet au Cap-Vert d'obtenir le match nul à la 90e+9 minute. Avec ce match nul, l'Égypte termine deuxième du groupe B avec trois points, tandis que le Cap-Vert, déjà qualifié, conserve la première place du groupe.

#### Groupe C
| Rang | Équipe   | Pts | J | G | N | P | Bp | Bc | Diff |
| ---- | -------- | --- | - | - | - | - | -- | -- | ---- |
| 1    | Sénégal  | 9   | 3 | 3 | 0 | 0 | 8  | 1  | +7   |
| 2    | Cameroun | 4   | 3 | 1 | 1 | 1 | 5  | 6  | -1   |
| 3    | Guinée   | 4   | 3 | 1 | 1 | 1 | 2  | 3  | -1   |
| 4    | Gambie   | 0   | 3 | 0 | 0 | 3 | 2  | 7  | -5   |

| Match 5               | Sénégal                                                            | 3 - 0   | Gambie | Stade de Charles-Konan-Banny, Yamoussoukro     |                                                |
| 15 janvier 2024 14h00 | ( Mané) P. Gueye 4e · ( I. Sarr) Camara 52e · ( Ndiaye) Camara 86e | (1 - 0) |        | Spectateurs : 7 896 Arbitrage : Redouane Jiyed | Spectateurs : 7 896 Arbitrage : Redouane Jiyed |
| 15 janvier 2024 14h00 | Rapport                                                            |         |        | Spectateurs : 7 896 Arbitrage : Redouane Jiyed | Spectateurs : 7 896 Arbitrage : Redouane Jiyed |

Le Sénégal a brillamment débuté la défense de son titre en s'imposant 3-0 contre la Gambie. Pape Gueye a ouvert le score dès la 4e minute. Lamine Camara a ensuite inscrit un doublé, marquant à la 52e et à la 86e minute. La Gambie a été réduite à dix joueurs à la 53e minute à la suite de l'expulsion d'Ebou Adams.
| Match 6               | Cameroun             | 1 - 1   | Guinée   | Stade de Charles-Konan-Banny, Yamoussoukro     |                                                |
| 15 janvier 2024 17h00 | ( Nkoudou) Magri 51e | (0 - 1) | 10e Bayo | Spectateurs : 11 271 Arbitrage : Mutaz Ibrahim | Spectateurs : 11 271 Arbitrage : Mutaz Ibrahim |
| 15 janvier 2024 17h00 | Rapport              |         |          | Spectateurs : 11 271 Arbitrage : Mutaz Ibrahim | Spectateurs : 11 271 Arbitrage : Mutaz Ibrahim |

Le Cameroun et la Guinée ont fait match nul 1-1. La Guinée a ouvert le score à la 10e minute grâce à Mohamed Bayo, profitant d'une erreur défensive camerounaise. Le Cameroun a égalisé à la 51e minute par l'intermédiaire de Frank Magri. En seconde période, malgré plusieurs occasions de part et d'autre, aucune des deux équipes n'est parvenue à prendre l'avantage.
| Match 17              | Sénégal                                                                       | 3 - 1   | Cameroun                  | Stade de Charles-Konan-Banny, Yamoussoukro          |                                                     |
| 19 janvier 2024 17h00 | ( P. M. Sarr) I. Sarr 16e · ( I. Sarr) H. Diallo 71e · ( I. Gueye) Mané 90+5e | (1 - 0) | 83e Castelletto (Ntcham ) | Spectateurs : 19 176 Arbitrage : Mahmood Ali Ismail | Spectateurs : 19 176 Arbitrage : Mahmood Ali Ismail |
| 19 janvier 2024 17h00 | Rapport                                                                       |         |                           | Spectateurs : 19 176 Arbitrage : Mahmood Ali Ismail | Spectateurs : 19 176 Arbitrage : Mahmood Ali Ismail |

Les Lions de la Teranga ont remporté la rencontre sur le score de 3-1, validant ainsi leur qualification pour les huitièmes de finale. Dès le début du match, le Sénégal a montré sa détermination en ouvrant le score rapidement. Le Cameroun a tenté de réagir, mais les Sénégalais ont continué à dominer, inscrivant deux autres buts. Les Lions Indomptables ont réussi à réduire l'écart en fin de match, mais cela n'a pas suffi pour inverser le cours de la rencontre. Cette victoire permet au Sénégal de se positionner en tête du groupe C avec 6 points, assurant ainsi sa place en huitièmes de finale. Le Cameroun, avec un seul point en deux matchs, devra impérativement remporter son dernier match de groupe pour espérer se qualifier pour la suite du tournoi.
| Match 18              | Guinée                      | 1 - 0   | Gambie | Stade de Charles-Konan-Banny, Yamoussoukro  |                                             |
| 19 janvier 2024 20h00 | ( Guilavogui) A. Camara 69e | (0 - 0) |        | Spectateurs : 19 822 Arbitrage : Abdel Bouh | Spectateurs : 19 822 Arbitrage : Abdel Bouh |
| 19 janvier 2024 20h00 | Rapport                     |         |        | Spectateurs : 19 822 Arbitrage : Abdel Bouh | Spectateurs : 19 822 Arbitrage : Abdel Bouh |

La Guinée a battu la Gambie 1-0. Cette victoire permet au Syli National de se rapprocher de la qualification pour les huitièmes de finale. Le but décisif a été inscrit en seconde période par Aguibou Camara, à la 69e minute. La Gambie, de son côté, enchaîne une deuxième défaite après celle contre le Sénégal (3-0), et voit ses chances de qualification s’amenuiser. Ce succès place provisoirement la Guinée à la 2e place du groupe C, derrière le Sénégal, leader avec 6 points.
| Match 29              | Guinée  | 0 - 2   | Sénégal                                 | Stade de Charles-Konan-Banny, Yamoussoukro                 |                                                            |
| 23 janvier 2024 17h00 |         | (0 - 0) | 61e Seck (Diatta ) · 90e Ndiaye (Mané ) | Spectateurs : 15 753 Arbitrage : Pacifique Ndabihawenimana | Spectateurs : 15 753 Arbitrage : Pacifique Ndabihawenimana |
| 23 janvier 2024 17h00 | Rapport |         |                                         | Spectateurs : 15 753 Arbitrage : Pacifique Ndabihawenimana | Spectateurs : 15 753 Arbitrage : Pacifique Ndabihawenimana |

Le Sénégal a conclu la phase de groupes par une victoire 2-0 contre la Guinée, réalisant ainsi un parcours sans faute avec trois victoires en trois matchs. Les buts sénégalais ont été inscrits par Abdoulaye Seck à la 61e minute et Iliman Ndiaye à la 90e minute. Cette performance place le Sénégal en tête du groupe B avec 9 points, tandis que la Guinée termine troisième avec 4 points, se qualifiant également pour les huitièmes de finale en tant que meilleurs troisièmes.
| Match 30              | Gambie                                      | 2 - 3   | Cameroun                                                             | Stade de Bouaké, Bouaké                                |                                                        |
| 23 janvier 2024 17h00 | ( Fadera) Jallow 72e · ( Ceesay) Colley 85e | (0 - 0) | 56e Toko-Ekambi (Nkoudou ) · 87e (csc) Gomez · 90+1e Wooh (Nkoudou ) | Spectateurs : 24 172 Arbitrage : Bamlak Tessema Weyesa | Spectateurs : 24 172 Arbitrage : Bamlak Tessema Weyesa |
| 23 janvier 2024 17h00 | Rapport                                     |         |                                                                      | Spectateurs : 24 172 Arbitrage : Bamlak Tessema Weyesa | Spectateurs : 24 172 Arbitrage : Bamlak Tessema Weyesa |

Le Cameroun a décroché sa qualification pour les huitièmes de finale en battant la Gambie sur le score de 3-2. Après une première mi-temps dominée par la Gambie, le Cameroun ouvre le score à la 56e minute grâce à une tête de Karl Toko-Ekambi. La Gambie égalise à la 72e minute par Ablie Jallow, puis prend l'avantage à la 85e minute avec un but de Omar Colley. Les Lions Indomptables réagissent rapidement : un but contre son camp de James Gomes à la 87e minute ramène le score à 2-2, avant que Christopher Wooh ne marque le but décisif à la 90e minute, offrant la victoire au Cameroun. Cette victoire permet au Cameroun de terminer à la deuxième place du groupe C, derrière le Sénégal, et d'accéder aux huitièmes de finale.

#### Groupe D
| Rang | Équipe       | Pts | J | G | N | P | Bp | Bc | Diff |
| ---- | ------------ | --- | - | - | - | - | -- | -- | ---- |
| 1    | Angola       | 7   | 3 | 2 | 1 | 0 | 6  | 3  | +3   |
| 2    | Burkina Faso | 4   | 3 | 1 | 1 | 1 | 3  | 4  | -1   |
| 3    | Mauritanie   | 3   | 3 | 1 | 0 | 2 | 3  | 4  | -1   |
| 4    | Algérie      | 2   | 3 | 0 | 2 | 1 | 3  | 4  | -1   |

| Match 8               | Algérie                  | 1 - 1   | Angola              | Stade de Bouaké, Bouaké                  |                                          |
| 15 janvier 2024 20h00 | ( Belaïli) Bounedjah 18e | (1 - 0) | 68e (pen.) Mabululu | Spectateurs : 19 740 Arbitrage : Issa Sy | Spectateurs : 19 740 Arbitrage : Issa Sy |
| 15 janvier 2024 20h00 | Rapport                  |         |                     | Spectateurs : 19 740 Arbitrage : Issa Sy | Spectateurs : 19 740 Arbitrage : Issa Sy |

L'Algérie et l'Angola ont fait match nul 1-1. L'Algérie a ouvert le score à la 19e minute grâce à Baghdad Bounedjah, bien servi par Youcef Belaïli. Un second but de Bounedjah, inscrit d'un retourné acrobatique, a été annulé pour hors-jeu à la 25e minute. En seconde période, l'Angola a égalisé sur penalty à la 67e minute, transformé par Mabululu après une faute de Nabil Bentaleb.
| Match 7               | Burkina Faso        | 1 - 0   | Mauritanie | Stade de Bouaké, Bouaké                         |                                                 |
| 16 janvier 2024 14h00 | Traoré 90+6e (pen.) | (0 - 0) |            | Spectateurs : 27 898 Arbitrage : Redouane Jiyed | Spectateurs : 27 898 Arbitrage : Redouane Jiyed |
| 16 janvier 2024 14h00 | Rapport             |         |            | Spectateurs : 27 898 Arbitrage : Redouane Jiyed | Spectateurs : 27 898 Arbitrage : Redouane Jiyed |

Le Burkina Faso a gagné 1-0 contre la Mauritanie, sous une chaleur de 36 °C. Le seul but du match a été inscrit par Bertrand Traoré sur penalty à la 90e+6 minute, après une faute de Nouh Mohamed El Abd sur Issa Kaboré, confirmée par l’arbitre marocain Jalal Jayed après consultation du VAR.
| Match 19              | Algérie                                  | 2 - 2   | Burkina Faso                                   | Stade de Bouaké, Bouaké                       |                                               |
| 20 janvier 2024 14h00 | Bounedjah 51e · ( Ounas) Bounedjah 90+5e | (0 - 1) | 45+3e Konaté (A. Tapsoba ) · 71e (pen.) Traoré | Spectateurs : 33 501 Arbitrage : Abongile Tom | Spectateurs : 33 501 Arbitrage : Abongile Tom |
| 20 janvier 2024 14h00 | Rapport                                  |         |                                                | Spectateurs : 33 501 Arbitrage : Abongile Tom | Spectateurs : 33 501 Arbitrage : Abongile Tom |

L'Algérie et le Burkina Faso ont fait match nul 2-2. Le Burkina Faso a ouvert le score juste avant la mi-temps grâce à Mohamed Konaté (45e+3). L'Algérie a égalisé en seconde période par Baghdad Bounedjah (51e), mais les Étalons ont repris l'avantage sur un penalty transformé par Bertrand Traoré (71e). Dans les arrêts de jeu, Bounedjah a de nouveau marqué, permettant aux Fennecs d'arracher le match nul. Ce résultat place l'Algérie avec deux points en deux matchs, compliquant sa qualification pour les huitièmes de finale tandis que le Burkina Faso, avec quatre points, s'en rapproche.
| Match 20              | Mauritanie                              | 2 - 3   | Angola                             | Stade de Bouaké, Bouaké                          |                                                  |
| 20 janvier 2024 17h00 | ( Gassama) Amar 43e · ( Diaw) Koita 58e | (1 - 1) | 30e Dala · 50e Dala · 53e Gilberto | Spectateurs : 36 318 Arbitrage : Mohamed Maarouf | Spectateurs : 36 318 Arbitrage : Mohamed Maarouf |
| 20 janvier 2024 17h00 | Rapport                                 |         |                                    | Spectateurs : 36 318 Arbitrage : Mohamed Maarouf | Spectateurs : 36 318 Arbitrage : Mohamed Maarouf |

L'Angola a battu la Mauritanie 3-2. Gelson Dala inscrit un doublé aux 30e et 50e minutes. Malgré les efforts de la Mauritanie, avec des buts de Sidi Amar (43e) et d'Aboubakary Koita (83e), les Mourabitounes n'ont pas réussi à inverser le cours du match. Avec ce succès, l'Angola totalise quatre points et prend la tête du groupe D.
| Match 31              | Angola                             | 2 - 0   | Burkina Faso | Stade de Charles-Konan-Banny, Yamoussoukro                 |                                                            |
| 23 janvier 2024 20h00 | ( Fredy) Mabululu 36e · Zini 90+2e | (1 - 0) |              | Spectateurs : 15 753 Arbitrage : Jean-Jacques Ndala Ngambo | Spectateurs : 15 753 Arbitrage : Jean-Jacques Ndala Ngambo |
| 23 janvier 2024 20h00 | Rapport                            |         |              | Spectateurs : 15 753 Arbitrage : Jean-Jacques Ndala Ngambo | Spectateurs : 15 753 Arbitrage : Jean-Jacques Ndala Ngambo |

L'Angola a battu le Burkina Faso 2-0, s'assurant ainsi la première place du groupe D. Mabululu a ouvert le score à la 36e minute. En fin de match, Zini a doublé la mise à la 90e+2 minute. Cette victoire permet aux Palancas Negras de terminer en tête de leur groupe.
| Match 32              | Mauritanie       | 1 - 0   | Algérie | Stade de Bouaké, Bouaké                                |                                                        |
| 23 janvier 2024 20h00 | Dellahi Yali 37e | (1 - 0) |         | Spectateurs : 28 010 Arbitrage : Omar Abdulkadir Artan | Spectateurs : 28 010 Arbitrage : Omar Abdulkadir Artan |
| 23 janvier 2024 20h00 | Rapport          |         |         | Spectateurs : 28 010 Arbitrage : Omar Abdulkadir Artan | Spectateurs : 28 010 Arbitrage : Omar Abdulkadir Artan |

La Mauritanie a créé la surprise en battant l'Algérie 1-0. L'unique but de la rencontre est inscrit à la 36e minute par Yali Dellahi. Malgré une domination algérienne, les Fennecs n'ont pas réussi à concrétiser leurs occasions, notamment en raison des interventions décisives du gardien mauritanien Babacar Niasse. Cette défaite a entraîné l'élimination de l'Algérie, qui termine dernière du groupe D. Pour la Mauritanie, cette victoire historique marque sa première qualification en huitièmes de finale de la CAN.
À la suite de l'élimination de l'Algérie, le sélectionneur Djamel Belmadi est limogé de son poste.

#### Groupe E
| Rang | Équipe         | Pts | J | G | N | P | Bp | Bc | Diff |
| ---- | -------------- | --- | - | - | - | - | -- | -- | ---- |
| 1    | Mali           | 5   | 3 | 1 | 2 | 0 | 3  | 1  | +2   |
| 2    | Afrique du Sud | 4   | 3 | 1 | 1 | 1 | 4  | 2  | +2   |
| 3    | Namibie        | 4   | 3 | 1 | 1 | 1 | 1  | 4  | -3   |
| 4    | Tunisie        | 2   | 3 | 0 | 2 | 1 | 1  | 2  | -1   |

| Match 9               | Tunisie | 0 - 1   | Namibie                 | Stade Amadou Gon Coulibaly, Korhogo                    |                                                        |
| 16 janvier 2024 17h00 |         | (0 - 0) | 88e Hotto (Muzeu (en) ) | Spectateurs : 13 991 Arbitrage : Omar Abdulkadir Artan | Spectateurs : 13 991 Arbitrage : Omar Abdulkadir Artan |
| 16 janvier 2024 17h00 | Rapport |         |                         | Spectateurs : 13 991 Arbitrage : Omar Abdulkadir Artan | Spectateurs : 13 991 Arbitrage : Omar Abdulkadir Artan |

La Tunisie a subi une défaite surprenante face à la Namibie (0-1). Malgré une domination technique, les Aigles de Carthage n'ont pas réussi à concrétiser leurs occasions. Le but décisif a été inscrit à la 88e minute par Deon Hotto, offrant à la Namibie sa première victoire en phase finale de la CAN.
| Match 10              | Mali                                       | 2 - 0   | Afrique du Sud | Stade Amadou Gon Coulibaly, Korhogo           |                                               |
| 16 janvier 2024 20h00 | H. Traoré 60e · ( K. Doumbia) Sinayoko 66e | (0 - 0) |                | Spectateurs : 16 894 Arbitrage : Mohamed Adel | Spectateurs : 16 894 Arbitrage : Mohamed Adel |
| 16 janvier 2024 20h00 | Rapport                                    |         |                | Spectateurs : 16 894 Arbitrage : Mohamed Adel | Spectateurs : 16 894 Arbitrage : Mohamed Adel |

Le Mali a battu l'Afrique du Sud 2-0. Après une première mi-temps équilibrée, les Maliens ont intensifié leur pressing en seconde période, ce qui a conduit à l'ouverture du score par le capitaine Hamari Traoré à la 60e minute. Six minutes plus tard, Lassine Sinayoko a doublé la mise en trompant le gardien adverse d'un pointu.
| Match 21              | Tunisie           | 1 - 1   | Mali                       | Stade Amadou Gon Coulibaly, Korhogo                |                                                    |
| 20 janvier 2024 20h00 | ( Abdi) Rafia 20e | (1 - 1) | 10e Sinayoko (K. Doumbia ) | Spectateurs : 18 130 Arbitrage : Daniel Nii Laryea | Spectateurs : 18 130 Arbitrage : Daniel Nii Laryea |
| 20 janvier 2024 20h00 | Rapport           |         |                            | Spectateurs : 18 130 Arbitrage : Daniel Nii Laryea | Spectateurs : 18 130 Arbitrage : Daniel Nii Laryea |

La Tunisie et le Mali se sont neutralisés sur un score de 1-1. Le malien Lassine Sinayoko a ouvert le score à la 10e minute, tandis que la Tunisie a rapidement égalisé à la 20e minute grâce à Hamza Rafia. Ce résultat place la Tunisie dans une position délicate, avec un seul point en deux matchs, rendant impérative une victoire contre l'Afrique du Sud pour espérer se qualifier. De son côté, le Mali, avec quatre points, est en bonne posture pour accéder au tour suivant.
| Match 22              | Afrique du Sud                                                                      | 4 - 0   | Namibie | Stade Amadou Gon Coulibaly, Korhogo           |                                               |
| 21 janvier 2024 20h00 | Tau 14e (pen.) · ( Morena) Zwane 25e · ( Makgopa) Zwane 40e · ( Mokoena) Maseko 75e | (3 - 0) |         | Spectateurs : 9 304 Arbitrage : Youcef Gamouh | Spectateurs : 9 304 Arbitrage : Youcef Gamouh |
| 21 janvier 2024 20h00 | Rapport                                                                             |         |         | Spectateurs : 9 304 Arbitrage : Youcef Gamouh | Spectateurs : 9 304 Arbitrage : Youcef Gamouh |

L'Afrique du Sud a largement dominé la Namibie avec une victoire 4-0. Après une première occasion namibienne manquée par Peter Shalulile, les Bafana Bafana ont ouvert le score à la 14e minute grâce à un penalty transformé par Percy Tau. Themba Zwane a ensuite inscrit un doublé, marquant à la 25e et à la 40e minute. Thapelo Maseko a scellé le score en ajoutant un quatrième but à la 75e minute. Cette victoire permet à l'Afrique du Sud de se relancer dans le groupe E, tandis que la Namibie, malgré sa victoire précédente contre la Tunisie, subit un revers significatif.
| Match 33              | Namibie | 0 - 0   | Mali | Stade Laurent Pokou, San-Pédro                   |                                                  |
| 24 janvier 2024 17h00 |         | (0 - 0) |      | Spectateurs : 15 231 Arbitrage : Samuel Uwikunda | Spectateurs : 15 231 Arbitrage : Samuel Uwikunda |
| 24 janvier 2024 17h00 | Rapport |         |      | Spectateurs : 15 231 Arbitrage : Samuel Uwikunda | Spectateurs : 15 231 Arbitrage : Samuel Uwikunda |

La Namibie et le Mali se quittent dos à dos sur un score de 0-0. Cette rencontre, caractérisée par une faible production offensive, a néanmoins permis aux deux équipes de se qualifier pour les huitièmes de finale. Le Mali termine en tête du groupe E avec 5 points, tandis que la Namibie, avec 4 points, se qualifie également pour les huitièmes en tant que meilleurs troisièmes.
| Match 34              | Afrique du Sud | 0 - 0   | Tunisie | Stade Amadou Gon Coulibaly, Korhogo      |                                          |
| 24 janvier 2024 17h00 |                | (0 - 0) |         | Spectateurs : 12 847 Arbitrage : Issa Sy | Spectateurs : 12 847 Arbitrage : Issa Sy |
| 24 janvier 2024 17h00 | Rapport        |         |         | Spectateurs : 12 847 Arbitrage : Issa Sy | Spectateurs : 12 847 Arbitrage : Issa Sy |

La Tunisie est éliminée dès la phase de groupes après un match nul 0-0 contre l'Afrique du Sud. Ce résultat laisse les tunisiens à la dernière place du groupe E, avec seulement deux points en trois matchs. Malgré une occasion notable en fin de match, les Aigles de Carthage n'ont pas réussi à marquer, ce qui a conduit à leur élimination prématurée du tournoi.

#### Groupe F
| Rang | Équipe   | Pts | J | G | N | P | Bp | Bc | Diff |
| ---- | -------- | --- | - | - | - | - | -- | -- | ---- |
| 1    | Maroc    | 7   | 3 | 2 | 1 | 0 | 5  | 1  | +4   |
| 2    | RD Congo | 3   | 3 | 0 | 3 | 0 | 2  | 2  | 0    |
| 3    | Zambie   | 2   | 3 | 0 | 2 | 1 | 2  | 3  | -1   |
| 4    | Tanzanie | 2   | 3 | 0 | 2 | 1 | 1  | 4  | -3   |

| Match 11              | Maroc                                                    | 3 - 0   | Tanzanie | Stade Laurent Pokou, San-Pédro                         |                                                        |
| 17 janvier 2024 17h00 | Saïss 30e · ( Adli) Ounahi 77e · ( Hakimi) En-Nesyri 80e | (1 - 0) |          | Spectateurs : 15 478 Arbitrage : Alhadj Allaou Mahamat | Spectateurs : 15 478 Arbitrage : Alhadj Allaou Mahamat |
| 17 janvier 2024 17h00 | Rapport                                                  |         |          | Spectateurs : 15 478 Arbitrage : Alhadj Allaou Mahamat | Spectateurs : 15 478 Arbitrage : Alhadj Allaou Mahamat |

Le Maroc a parfaitement débuté la compétition en battant la Tanzanie 3-0. Romain Saïss a ouvert le score à la 30e minute En seconde période, la Tanzanie a été réduite à dix après l’expulsion de Novatus Miroshi. Le Maroc a alors accentué sa domination, avec un deuxième but signé Azzedine Ounahi à la 77e minute. Trois minutes plus tard, Youssef En-Nesyri a scellé la victoire.
| Match 12              | RD Congo             | 1 - 1   | Zambie             | Stade Laurent Pokou, San-Pédro                         |                                                        |
| 17 janvier 2024 20h00 | ( Bakambu) Wissa 27e | (1 - 1) | 23e Kangwa (Daka ) | Spectateurs : 15 478 Arbitrage : Bamlak Tessema Weyesa | Spectateurs : 15 478 Arbitrage : Bamlak Tessema Weyesa |
| 17 janvier 2024 20h00 | Rapport              |         |                    | Spectateurs : 15 478 Arbitrage : Bamlak Tessema Weyesa | Spectateurs : 15 478 Arbitrage : Bamlak Tessema Weyesa |

La RDC et la Zambie se sont neutralisées sur un score de 1-1. La Zambie ouvre le score à la 23e minute grâce à Kings Kangwa. La RDC a rapidement réagi avec une égalisation de Yoane Wissa à la 27e minute. Malgré une nette domination congolaise en possession et en occasions, les Léopards n'ont pas su faire la différence face à une défense zambienne solide.
| Match 23              | Maroc               | 1 - 1   | RD Congo          | Stade Laurent Pokou, San-Pédro                |                                               |
| 21 janvier 2024 14h00 | ( Ziyech) Hakimi 6e | (1 - 0) | 76e Silas (Elia ) | Spectateurs : 13 342 Arbitrage : Peter Waweru | Spectateurs : 13 342 Arbitrage : Peter Waweru |
| 21 janvier 2024 14h00 | Rapport             |         |                   | Spectateurs : 13 342 Arbitrage : Peter Waweru | Spectateurs : 13 342 Arbitrage : Peter Waweru |

La République démocratique du Congo et le Maroc se sont neutralisées sur un score de 1-1. Le Maroc a ouvert le score dès la 6e minute grâce à Achraf Hakimi. La RDC a égalisé en seconde période par Silas Katompa, entré en jeu en cours de match. Ce résultat a été accueilli avec satisfaction par la RDC, qui conserve ainsi ses chances de qualification pour les huitièmes de finale.
| Match 24              | Zambie            | 1 - 1   | Tanzanie             | Stade Laurent Pokou, San-Pédro                              |                                                             |
| 21 janvier 2024 17h00 | ( Chama) Daka 88e | (0 - 1) | 11e Msuva (Samatta ) | Spectateurs : 13 342 Arbitrage : Djindo Louis Houngnandande | Spectateurs : 13 342 Arbitrage : Djindo Louis Houngnandande |
| 21 janvier 2024 17h00 | Rapport           |         |                      | Spectateurs : 13 342 Arbitrage : Djindo Louis Houngnandande | Spectateurs : 13 342 Arbitrage : Djindo Louis Houngnandande |

La Zambie et la Tanzanie se sont neutralisées sur un score de 1-1. La Tanzanie a ouvert le score à la 11e minute grâce à Simon Msuva. Malgré l'expulsion du capitaine zambien Roderick Kabwe à la 44e minute, réduisant son équipe à dix, la Zambie a réussi à égaliser à la 88e minute par une tête de Patson Daka sur corner. Ce résultat laisse le groupe F très ouvert, avec le Maroc en tête avec 4 points, suivi de la RDC et de la Zambie avec 2 points, et la Tanzanie avec 1 point.
| Match 35              | Tanzanie | 0 - 0   | RD Congo | Stade Amadou Gon Coulibaly, Korhogo        |                                            |
| 24 janvier 2024 20h00 |          | (0 - 0) |          | Spectateurs : 12 847 Arbitrage : Amin Omar | Spectateurs : 12 847 Arbitrage : Amin Omar |
| 24 janvier 2024 20h00 | Rapport  |         |          | Spectateurs : 12 847 Arbitrage : Amin Omar | Spectateurs : 12 847 Arbitrage : Amin Omar |

La Tanzanie et la République démocratique du Congo se sont quittées sur un score nul de 0-0. Ce résultat a entraîné l’élimination de la Tanzanie, qui termine dernière du groupe avec seulement deux points. De son côté, la RDC, grâce à ce match nul, a sécurisé sa qualification pour les huitièmes de finale en tant que deuxième du groupe.
| Match 36              | Zambie  | 0 - 1   | Maroc      | Stade Laurent Pokou, San-Pédro                             |                                                            |
| 24 janvier 2024 20h00 |         | (0 - 1) | 37e Ziyech | Spectateurs : 15 231 Arbitrage : Tanguy Patrice Mebiampour | Spectateurs : 15 231 Arbitrage : Tanguy Patrice Mebiampour |
| 24 janvier 2024 20h00 | Rapport |         |            | Spectateurs : 15 231 Arbitrage : Tanguy Patrice Mebiampour | Spectateurs : 15 231 Arbitrage : Tanguy Patrice Mebiampour |

Le Maroc a battu la Zambie 1-0. Le but décisif a été inscrit en première période par Hakim Ziyech. Ce succès a permis aux Lions de l’Atlas de terminer en tête du groupe avec 7 points, tandis que la Zambie, avec seulement 2 points, est éliminée. Cette victoire a également eu des répercussions sur la qualification de la Côte d'Ivoire, qui, grâce à ce résultat, a pu se hisser parmi les meilleurs troisièmes et accéder aux huitièmes de finale.

#### Désignation des meilleurs troisièmes
Seules les 4 meilleures équipes classées troisièmes de leur poule peuvent accéder aux huitièmes de finale. Pour les désigner, un classement est effectué en comparant les résultats de chacune des 6 équipes :
| Rang | Équipe                   | Pts | J | G | N | P | Bp | Bc | Diff |
| ---- | ------------------------ | --- | - | - | - | - | -- | -- | ---- |
| 1    | Guinée (Groupe C)        | 4   | 3 | 1 | 1 | 1 | 2  | 3  | -1   |
| 2    | Namibie (Groupe E)       | 4   | 3 | 1 | 1 | 1 | 1  | 4  | -3   |
| 3    | Mauritanie (Groupe D)    | 3   | 3 | 1 | 0 | 2 | 3  | 4  | -1   |
| 4    | Côte d'Ivoire (Groupe A) | 3   | 3 | 1 | 0 | 2 | 2  | 5  | -3   |
| 5    | Zambie (Groupe F)        | 2   | 3 | 0 | 2 | 1 | 2  | 3  | -1   |
| 6    | Ghana (Groupe B)         | 2   | 3 | 0 | 2 | 1 | 5  | 6  | -1   |

### Phase à élimination directe
|  | Huitièmes de finale            | Huitièmes de finale       | Huitièmes de finale           | Huitièmes de finale       |               |               | Quarts de finale         | Quarts de finale         | Quarts de finale          | Quarts de finale          |                           |                           | Demi-finales            | Demi-finales            | Demi-finales            | Demi-finales            |  |  | Finale                    | Finale                    | Finale                    | Finale                    |
|  |                                |                           |                               |                           |               |               |                          |                          |                           |                           |                           |                           |                         |                         |                         |                         |  |  |                           |                           |                           |                           |
|  | 27 janvier 2024 - Abidjan      | 27 janvier 2024 - Abidjan | 27 janvier 2024 - Abidjan     | 27 janvier 2024 - Abidjan |               |               | 2 février 2024 - Abidjan | 2 février 2024 - Abidjan | 2 février 2024 - Abidjan  | 2 février 2024 - Abidjan  |                           |                           | 7 février 2024 - Bouaké | 7 février 2024 - Bouaké | 7 février 2024 - Bouaké | 7 février 2024 - Bouaké |  |  | 11 février 2024 - Abidjan | 11 février 2024 - Abidjan | 11 février 2024 - Abidjan | 11 février 2024 - Abidjan |
|  | A2                             | Nigeria                   | 2                             | 2                         |               |               | 2 février 2024 - Abidjan | 2 février 2024 - Abidjan | 2 février 2024 - Abidjan  | 2 février 2024 - Abidjan  |                           |                           | 7 février 2024 - Bouaké | 7 février 2024 - Bouaké | 7 février 2024 - Bouaké | 7 février 2024 - Bouaké |  |  | 11 février 2024 - Abidjan | 11 février 2024 - Abidjan | 11 février 2024 - Abidjan | 11 février 2024 - Abidjan |
|  | A2                             | Nigeria                   | 2                             | 2                         |               |               | 2 février 2024 - Abidjan | 2 février 2024 - Abidjan | 2 février 2024 - Abidjan  | 2 février 2024 - Abidjan  |                           |                           | 7 février 2024 - Bouaké | 7 février 2024 - Bouaké | 7 février 2024 - Bouaké | 7 février 2024 - Bouaké |  |  | 11 février 2024 - Abidjan | 11 février 2024 - Abidjan | 11 février 2024 - Abidjan | 11 février 2024 - Abidjan |
|  | C2                             | Cameroun                  | 0                             | 0                         |               |               | 2 février 2024 - Abidjan | 2 février 2024 - Abidjan | 2 février 2024 - Abidjan  | 2 février 2024 - Abidjan  |                           |                           | 7 février 2024 - Bouaké | 7 février 2024 - Bouaké | 7 février 2024 - Bouaké | 7 février 2024 - Bouaké |  |  | 11 février 2024 - Abidjan | 11 février 2024 - Abidjan | 11 février 2024 - Abidjan | 11 février 2024 - Abidjan |
|  | C2                             | Cameroun                  | 0                             | 0                         | Nigeria       | Nigeria       | 1                        | 1                        |                           |                           |                           |                           | 7 février 2024 - Bouaké | 7 février 2024 - Bouaké | 7 février 2024 - Bouaké | 7 février 2024 - Bouaké |  |  | 11 février 2024 - Abidjan | 11 février 2024 - Abidjan | 11 février 2024 - Abidjan | 11 février 2024 - Abidjan |
|  | 27 janvier 2024 - Bouaké       |                           |                               |                           | Nigeria       | Nigeria       | 1                        | 1                        |                           |                           |                           |                           | 7 février 2024 - Bouaké | 7 février 2024 - Bouaké | 7 février 2024 - Bouaké | 7 février 2024 - Bouaké |  |  | 11 février 2024 - Abidjan | 11 février 2024 - Abidjan | 11 février 2024 - Abidjan | 11 février 2024 - Abidjan |
|  |                                |                           | Angola                        | Angola                    | 0             | 0             |                          |                          |                           |                           |                           |                           | 7 février 2024 - Bouaké | 7 février 2024 - Bouaké | 7 février 2024 - Bouaké | 7 février 2024 - Bouaké |  |  | 11 février 2024 - Abidjan | 11 février 2024 - Abidjan | 11 février 2024 - Abidjan | 11 février 2024 - Abidjan |
|  | D1                             | Angola                    | Angola                        | Angola                    | 0             | 0             | 3                        | 3                        |                           |                           |                           |                           | 7 février 2024 - Bouaké | 7 février 2024 - Bouaké | 7 février 2024 - Bouaké | 7 février 2024 - Bouaké |  |  | 11 février 2024 - Abidjan | 11 février 2024 - Abidjan | 11 février 2024 - Abidjan | 11 février 2024 - Abidjan |
|  | D1                             | Angola                    | 3 février 2024 - Yamoussoukro |                           |               |               | 3                        | 3                        |                           |                           |                           |                           | 7 février 2024 - Bouaké | 7 février 2024 - Bouaké | 7 février 2024 - Bouaké | 7 février 2024 - Bouaké |  |  | 11 février 2024 - Abidjan | 11 février 2024 - Abidjan | 11 février 2024 - Abidjan | 11 février 2024 - Abidjan |
|  | E3                             | Namibie                   | 0                             | 0                         |               |               |                          |                          |                           |                           |                           |                           | 7 février 2024 - Bouaké | 7 février 2024 - Bouaké | 7 février 2024 - Bouaké | 7 février 2024 - Bouaké |  |  | 11 février 2024 - Abidjan | 11 février 2024 - Abidjan | 11 février 2024 - Abidjan | 11 février 2024 - Abidjan |
|  | E3                             | Namibie                   | 0                             | 0                         | Nigeria       | Nigeria       | 1 tab(4)                 | 1 tab(4)                 |                           |                           |                           |                           |                         |                         |                         |                         |  |  | 11 février 2024 - Abidjan | 11 février 2024 - Abidjan | 11 février 2024 - Abidjan | 11 février 2024 - Abidjan |
|  | 29 janvier 2024 - Abidjan      |                           |                               |                           | Nigeria       | Nigeria       | 1 tab(4)                 | 1 tab(4)                 |                           |                           |                           |                           |                         |                         |                         |                         |  |  | 11 février 2024 - Abidjan | 11 février 2024 - Abidjan | 11 février 2024 - Abidjan | 11 février 2024 - Abidjan |
|  |                                |                           | Afrique du Sud                | Afrique du Sud            | 1 ap(2)       | 1 ap(2)       |                          |                          |                           |                           |                           |                           |                         |                         |                         |                         |  |  | 11 février 2024 - Abidjan | 11 février 2024 - Abidjan | 11 février 2024 - Abidjan | 11 février 2024 - Abidjan |
|  | B1                             | Cap-Vert                  | Afrique du Sud                | Afrique du Sud            | 1 ap(2)       | 1 ap(2)       | 1                        | 1                        |                           |                           |                           |                           |                         |                         |                         |                         |  |  | 11 février 2024 - Abidjan | 11 février 2024 - Abidjan | 11 février 2024 - Abidjan | 11 février 2024 - Abidjan |
|  | B1                             | Cap-Vert                  | 7 février 2024 - Abidjan      |                           |               |               | 1                        | 1                        |                           |                           |                           |                           |                         |                         |                         |                         |  |  | 11 février 2024 - Abidjan | 11 février 2024 - Abidjan | 11 février 2024 - Abidjan | 11 février 2024 - Abidjan |
|  | D3                             | Mauritanie                | 0                             | 0                         |               |               |                          |                          |                           |                           |                           |                           |                         |                         |                         |                         |  |  | 11 février 2024 - Abidjan | 11 février 2024 - Abidjan | 11 février 2024 - Abidjan | 11 février 2024 - Abidjan |
|  | D3                             | Mauritanie                | 0                             | 0                         | Cap-Vert      | Cap-Vert      | 0 ap(1)                  | 0 ap(1)                  |                           |                           |                           |                           |                         |                         |                         |                         |  |  | 11 février 2024 - Abidjan | 11 février 2024 - Abidjan | 11 février 2024 - Abidjan | 11 février 2024 - Abidjan |
|  | 30 janvier 2024 - San-Pédro    |                           |                               |                           | Cap-Vert      | Cap-Vert      | 0 ap(1)                  | 0 ap(1)                  |                           |                           |                           |                           |                         |                         |                         |                         |  |  | 11 février 2024 - Abidjan | 11 février 2024 - Abidjan | 11 février 2024 - Abidjan | 11 février 2024 - Abidjan |
|  |                                |                           | Afrique du Sud                | Afrique du Sud            | 0 tab(2)      | 0 tab(2)      |                          |                          |                           |                           |                           |                           |                         |                         |                         |                         |  |  | 11 février 2024 - Abidjan | 11 février 2024 - Abidjan | 11 février 2024 - Abidjan | 11 février 2024 - Abidjan |
|  | F1                             | Maroc                     | Afrique du Sud                | Afrique du Sud            | 0 tab(2)      | 0 tab(2)      | 0                        | 0                        |                           |                           |                           |                           |                         |                         |                         |                         |  |  | 11 février 2024 - Abidjan | 11 février 2024 - Abidjan | 11 février 2024 - Abidjan | 11 février 2024 - Abidjan |
|  | F1                             | Maroc                     | 3 février 2024 - Bouaké       |                           |               |               | 0                        | 0                        |                           |                           |                           |                           |                         |                         |                         |                         |  |  | 11 février 2024 - Abidjan | 11 février 2024 - Abidjan | 11 février 2024 - Abidjan | 11 février 2024 - Abidjan |
|  | E2                             | Afrique du Sud            | 2                             | 2                         |               |               |                          |                          |                           |                           |                           |                           |                         |                         |                         |                         |  |  | 11 février 2024 - Abidjan | 11 février 2024 - Abidjan | 11 février 2024 - Abidjan | 11 février 2024 - Abidjan |
|  | E2                             | Afrique du Sud            | 2                             | 2                         | Nigeria       | Nigeria       | 1                        | 1                        |                           |                           |                           |                           |                         |                         |                         |                         |  |  |                           |                           |                           |                           |
|  | 30 janvier 2024 - Korhogo      |                           |                               |                           | Nigeria       | Nigeria       | 1                        | 1                        |                           |                           |                           |                           |                         |                         |                         |                         |  |  |                           |                           |                           |                           |
|  |                                |                           | Côte d'Ivoire                 | Côte d'Ivoire             | 2             | 2             |                          |                          |                           |                           |                           |                           |                         |                         |                         |                         |  |  |                           |                           |                           |                           |
|  | E1                             | Mali                      | Côte d'Ivoire                 | Côte d'Ivoire             | 2             | 2             | 2                        | 2                        |                           |                           |                           |                           |                         |                         |                         |                         |  |  |                           |                           |                           |                           |
|  | E1                             | Mali                      |                               |                           |               |               |                          | 2                        |                           |                           |                           |                           |                         |                         |                         |                         |  |  |                           |                           |                           |                           |
|  | D2                             | Burkina Faso              | 1                             | 1                         |               |               |                          |                          |                           |                           |                           |                           |                         |                         |                         |                         |  |  |                           |                           |                           |                           |
|  | D2                             | Burkina Faso              | 1                             | 1                         | Mali          | Mali          | 1 ap                     | 1 ap                     |                           |                           |                           |                           |                         |                         |                         |                         |  |  |                           |                           |                           |                           |
|  | 29 janvier 2024 - Yamoussoukro |                           |                               |                           | Mali          | Mali          | 1 ap                     | 1 ap                     |                           |                           |                           |                           |                         |                         |                         |                         |  |  |                           |                           |                           |                           |
|  |                                |                           | Côte d'Ivoire                 | Côte d'Ivoire             | 2             | 2             |                          |                          |                           |                           |                           |                           |                         |                         |                         |                         |  |  |                           |                           |                           |                           |
|  | C1                             | Sénégal                   | Côte d'Ivoire                 | Côte d'Ivoire             | 2             | 2             | 1 ap(4)                  | 1 ap(4)                  |                           |                           |                           |                           |                         |                         |                         |                         |  |  |                           |                           |                           |                           |
|  | C1                             | Sénégal                   | 2 février 2024 - Abidjan      |                           |               |               | 1 ap(4)                  | 1 ap(4)                  |                           |                           |                           |                           |                         |                         |                         |                         |  |  |                           |                           |                           |                           |
|  | A3                             | Côte d'Ivoire             | 1 tab(5)                      | 1 tab(5)                  |               |               |                          |                          |                           |                           |                           |                           |                         |                         |                         |                         |  |  |                           |                           |                           |                           |
|  | A3                             | Côte d'Ivoire             | 1 tab(5)                      | 1 tab(5)                  | Côte d'Ivoire | Côte d'Ivoire | 1                        | 1                        |                           |                           |                           |                           |                         |                         |                         |                         |  |  |                           |                           |                           |                           |
|  | 28 janvier 2024 - San-Pédro    |                           |                               |                           | Côte d'Ivoire | Côte d'Ivoire | 1                        | 1                        |                           |                           |                           |                           |                         |                         |                         |                         |  |  |                           |                           |                           |                           |
|  |                                |                           | RD Congo                      | RD Congo                  | 0             | 0             |                          |                          |                           |                           |                           |                           |                         |                         |                         |                         |  |  |                           |                           |                           |                           |
|  | B2                             | Égypte                    | RD Congo                      | RD Congo                  | 0             | 0             | 1 ap(7)                  | 1 ap(7)                  |                           |                           |                           |                           |                         |                         |                         |                         |  |  |                           |                           |                           |                           |
|  | B2                             | Égypte                    |                               |                           |               |               |                          | 1 ap(7)                  |                           |                           |                           |                           |                         |                         |                         |                         |  |  |                           |                           |                           |                           |
|  | F2                             | RD Congo                  | 1 tab(8)                      | 1 tab(8)                  |               |               |                          |                          |                           |                           |                           |                           |                         |                         |                         |                         |  |  |                           |                           |                           |                           |
|  | F2                             | RD Congo                  | 1 tab(8)                      | 1 tab(8)                  | RD Congo      | RD Congo      | 3                        | 3                        | Troisième place           | Troisième place           | Troisième place           | Troisième place           |                         |                         |                         |                         |  |  |                           |                           |                           |                           |
|  | 28 janvier 2024 - Abidjan      |                           |                               |                           | RD Congo      | RD Congo      | 3                        | 3                        | Troisième place           | Troisième place           | Troisième place           | Troisième place           |                         |                         |                         |                         |  |  |                           |                           |                           |                           |
|  |                                |                           | Guinée                        | Guinée                    | 1             | 1             |                          |                          | 10 février 2024 - Abidjan | 10 février 2024 - Abidjan | 10 février 2024 - Abidjan | 10 février 2024 - Abidjan |                         |                         |                         |                         |  |  |                           |                           |                           |                           |
|  | A1                             | Guinée équatoriale        | Guinée                        | Guinée                    | 1             | 1             | 0                        | 0                        | 10 février 2024 - Abidjan | 10 février 2024 - Abidjan | 10 février 2024 - Abidjan | 10 février 2024 - Abidjan |                         |                         |                         |                         |  |  |                           |                           |                           |                           |
|  | A1                             | Guinée équatoriale        |                               |                           |               |               |                          | 0                        |                           |                           | Afrique du Sud            | Afrique du Sud            | 0 tab(6)                | 0 tab(6)                |                         |                         |  |  |                           |                           |                           |                           |
|  | C3                             | Guinée                    | 1                             | 1                         |               |               |                          |                          |                           |                           | Afrique du Sud            | Afrique du Sud            | 0 tab(6)                | 0 tab(6)                |                         |                         |  |  |                           |                           |                           |                           |
|  | C3                             | Guinée                    | 1                             | 1                         | RD Congo      | RD Congo      | 0 ap(5)                  | 0 ap(5)                  |                           |                           |                           |                           |                         |                         |                         |                         |  |  |                           |                           |                           |                           |
|  |                                |                           |                               |                           |               |               |                          |                          |                           |                           |                           |                           |                         |                         |                         |                         |  |  |                           |                           |                           |                           |

#### Huitièmes de finale
| 27 janvier 2024 | Angola                                                       | 3 - 0   | Namibie | Stade de Bouaké, Bouaké                       |                                               |
| 17h00           | ( Fredy) Dala 38e · ( Fredy) Dala 42e · ( Dala) Mabululu 66e | (2 - 0) |         | Spectateurs : 28 663 Arbitrage : Dahane Beida | Spectateurs : 28 663 Arbitrage : Dahane Beida |
| 17h00           | Rapport                                                      |         |         | Spectateurs : 28 663 Arbitrage : Dahane Beida | Spectateurs : 28 663 Arbitrage : Dahane Beida |

L’Angola a dominé la Namibie 3-0, se qualifiant ainsi pour les quarts de finale. Gelson Dala a inscrit un doublé en première période, mettant rapidement son équipe à l’abri. Mabululu a ensuite scellé la victoire avec un troisième but, confirmant la supériorité des Palancas Negras. Cette performance marque la première qualification de l’Angola en quarts de finale de la CAN depuis 2010,.
| 27 janvier 2024 | Nigeria                                        | 2 - 0   | Cameroun | Stade Félix-Houphouët-Boigny, Abidjan           |                                                 |
| 20h00           | ( Osimhen) Lookman 36e · ( Bassey) Lookman 90e | (1 - 0) |          | Spectateurs : 22 085 Arbitrage : Redouane Jiyed | Spectateurs : 22 085 Arbitrage : Redouane Jiyed |
| 20h00           | Rapport                                        |         |          | Spectateurs : 22 085 Arbitrage : Redouane Jiyed | Spectateurs : 22 085 Arbitrage : Redouane Jiyed |

Le Nigeria a éliminé le Cameroun en s'imposant 2-0. Ademola Lookman a inscrit les deux buts nigérians : le premier à la 36e minute, et le second dans le temps additionnel. Malgré une possession de balle en faveur du Cameroun (57,5 %), les Lions Indomptables n'ont pas cadré le moindre tir, illustrant leur inefficacité offensive. Le Nigeria, solide défensivement, a ainsi enregistré un troisième match consécutif sans encaisser de but. Grâce à cette victoire, les Super Eagles se qualifient pour les quarts de finale, où ils affronteront l'Angola,.
| 28 janvier 2024 | Guinée équatoriale | 0 - 1   | Guinée                | Stade Alassane Ouattara, Abidjan                       |                                                        |
| 17h00           |                    | (0 - 0) | 90+8e Bayo (Diakité ) | Spectateurs : 36 340 Arbitrage : Omar Abdulkadir Artan | Spectateurs : 36 340 Arbitrage : Omar Abdulkadir Artan |
| 17h00           | Rapport            |         |                       | Spectateurs : 36 340 Arbitrage : Omar Abdulkadir Artan | Spectateurs : 36 340 Arbitrage : Omar Abdulkadir Artan |

La Guinée a remporté une victoire historique face à la Guinée équatoriale (1-0). L'unique but de la rencontre a été inscrit par Mohamed Bayo à la 98e minute, soit dans les toutes dernières secondes du temps additionnel, offrant ainsi au Syli National sa première victoire en match à élimination directe dans l'histoire de la CAN. Le match a été marqué par plusieurs rebondissements. À la 55e minute, la Guinée équatoriale s'est retrouvée en infériorité numérique à la suite de l'expulsion de Federico Bikoro . Malgré cette supériorité numérique, la Guinée a vu un but refusé pour hors-jeu à la 52e minute. De son côté, la Guinée équatoriale a manqué une occasion en or à la 69e minute, lorsque son capitaine Emilio Nsue a raté un penalty . Grâce à cette victoire, la Guinée se qualifie pour les quarts de finale de la compétition, où elle affrontera la République démocratique du Congo,.
| 28 janvier 2024 | Égypte                                                                                       | 1 - 1                 | RD Congo                                                                               | Stade Laurent Pokou, San-Pédro                |                                               |
| 20h00           | Mohamed 45+1e (pen.)                                                                         | (1 - 1, 1 - 1, 1 - 1) | 37e Elia                                                                               | Spectateurs : 12 342 Arbitrage : Abongile Tom | Spectateurs : 12 342 Arbitrage : Abongile Tom |
| 20h00           | Rapport                                                                                      |                       |                                                                                        | Spectateurs : 12 342 Arbitrage : Abongile Tom | Spectateurs : 12 342 Arbitrage : Abongile Tom |
| 20h00           | Abdelmonem · Mohamed · Marmoush · Kamal (en) · Hany · Hegazy · Fathi · Hamada (en) · Gabaski | Tirs au but 7 - 8     | Moutoussamy · Masuaku · Diangana · Silas · Tshibola · Kalulu · Mbemba · Inonga · Mpasi | Spectateurs : 12 342 Arbitrage : Abongile Tom | Spectateurs : 12 342 Arbitrage : Abongile Tom |

La RDC a éliminé l'Égypte au terme d’un match très disputé, conclu sur un score de 1-1, puis 8-7 après une longue séance de tirs au but. Meschack Elia a ouvert le score pour la RDC à la 37e minute, avant que l'Égypte n’égalise juste avant la pause sur un penalty de Mostafa Mohamed. Réduits à dix en prolongation après l’expulsion de Mohamed Hamdy, les Égyptiens ont résisté jusqu’aux tirs au but. La séance s’est conclue sur une tentative manquée du gardien Mohamed Abou Gabal, permettant aux Léopards de décrocher leur billet pour les quarts de finale,.
| 29 janvier 2024 | Cap-Vert          | 1 - 0   | Mauritanie | Stade Félix-Houphouët-Boigny, Abidjan         |                                               |
| 17h00           | Mendes 88e (pen.) | (0 - 0) |            | Spectateurs : 16 088 Arbitrage : Mohamed Adel | Spectateurs : 16 088 Arbitrage : Mohamed Adel |
| 17h00           | Rapport           |         |            | Spectateurs : 16 088 Arbitrage : Mohamed Adel | Spectateurs : 16 088 Arbitrage : Mohamed Adel |

Le Cap-Vert a battu la Mauritanie 1-0. Le but décisif a été inscrit par Ryan Mendes sur penalty à la 88e minute. Cette victoire permet aux Requins Bleus de se qualifier pour les quarts de finale, où ils affronteront l’Afrique du Sud,.
| 29 janvier 2024 | Sénégal                                          | 1 - 1                 | Côte d'Ivoire                            | Stade Charles-Konan-Banny, Yamoussoukro       |                                               |
| 20h00           | ( Mané) H. Diallo 4e                             | (1 - 0, 1 - 1, 1 - 1) | 86e (pen.) Kessié                        | Spectateurs : 19 948 Arbitrage : Pierre Atcho | Spectateurs : 19 948 Arbitrage : Pierre Atcho |
| 20h00           | Rapport                                          |                       |                                          | Spectateurs : 19 948 Arbitrage : Pierre Atcho | Spectateurs : 19 948 Arbitrage : Pierre Atcho |
| 20h00           | Koulibaly · P. M. Sarr · Niakhaté · Dieng · Mané | Tirs au but 4 - 5     | Pépé · Kouamé · Haller · Aurier · Kessié | Spectateurs : 19 948 Arbitrage : Pierre Atcho | Spectateurs : 19 948 Arbitrage : Pierre Atcho |

La Côte d’Ivoire a réalisé un exploit en éliminant le Sénégal, tenant du titre, au terme d’un match intense conclu aux tirs au but (1-1, 5-4 tab). Les Sénégalais ont ouvert le score dès la 4e minute grâce à Habib Diallo. À la 86e minute, Franck Kessié a égalisé sur penalty, relançant ainsi son équipe. La séance de tirs au but a été décisive : Kessié a transformé le tir victorieux, tandis que Moussa Niakhaté a vu sa tentative échouer sur le poteau. Cette victoire marque un tournant pour la Côte d’Ivoire, qui, après une phase de groupes difficile, retrouve son élan sous la direction du sélectionneur intérimaire Emerse Faé. Les Éléphants affronteront le Mali en quart de finale,.
| 30 janvier 2024 | Mali                                            | 2 - 1   | Burkina Faso      | Stade Amadou Gon Coulibaly, Korhogo            |                                                |
| 17h00           | E. Tapsoba 3e (csc) · ( H. Traoré) Sinayoko 47e | (1 - 0) | 57e (pen.) Traoré | Spectateurs : 19 184 Arbitrage : Ibrahim Mutaz | Spectateurs : 19 184 Arbitrage : Ibrahim Mutaz |
| 17h00           | Rapport                                         |         |                   | Spectateurs : 19 184 Arbitrage : Ibrahim Mutaz | Spectateurs : 19 184 Arbitrage : Ibrahim Mutaz |

Le Mali s’est imposé 2-1 face au Burkina Faso et s’est qualifié pour les quarts de finale. Le match a rapidement basculé en faveur des Aigles avec un but contre son camp de Tapsoba dès la 3e minute, suivi d’un second but de Lassine Sinayoko à la 47e. Bertrand Traoré a réduit l’écart pour le Burkina Faso sur penalty à la 57e minute. Malgré une grosse pression en fin de match, les Étalons n’ont pas réussi à égaliser. Le Mali affrontera la Côte d’Ivoire en quart de finale.
| 30 janvier 2024 | Maroc   | 0 - 2   | Afrique du Sud                       | Stade Laurent Pokou, San-Pédro                  |                                                 |
| 20h00           |         | (0 - 0) | 57e Makgopa (Zwane ) · 90+5e Mokoena | Spectateurs : 19 078 Arbitrage : Mahmood Ismail | Spectateurs : 19 078 Arbitrage : Mahmood Ismail |
| 20h00           | Rapport |         |                                      | Spectateurs : 19 078 Arbitrage : Mahmood Ismail | Spectateurs : 19 078 Arbitrage : Mahmood Ismail |

L’Afrique du Sud a créé la surprise en éliminant le Maroc, favori du tournoi, sur le score de 2-0. Evidence Makgopa a ouvert le score à la 57e minute. Le Maroc a manqué l’égalisation à la 85e minute, lorsque Achraf Hakimi a tiré un penalty sur la barre. Réduits à dix après l’expulsion de Sofyan Amrabat, les Marocains ont encaissé un second but dans le temps additionnel sur un coup franc direct de Teboho Mokoena. L’Afrique du Sud affrontera le Cap-Vert en quart de finale,.

#### Quarts de finale
| 2 février 2024 | Nigeria              | 1 - 0   | Angola | Stade Félix-Houphouët-Boigny, Abidjan    |                                          |
| 17h00          | ( Simon) Lookman 41e | (1 - 0) |        | Spectateurs : 18 757 Arbitrage : Issa Sy | Spectateurs : 18 757 Arbitrage : Issa Sy |
| 17h00          | Rapport              |         |        | Spectateurs : 18 757 Arbitrage : Issa Sy | Spectateurs : 18 757 Arbitrage : Issa Sy |

Le Nigeria s'est qualifié pour les demi-finales en battant l'Angola 1-0 en quart de finale, grâce à un but d'Ademola Lookman à la 41e minute, sur une passe de Moses Simon. Le Nigeria disputera sa 16e demi-finale de CAN contre le vainqueur du match Cap-Vert - Afrique du Sud. L'équipe vise un quatrième titre continental, après ceux de 1980, 1994 et 2013,.
| 2 février 2024 | RD Congo                                    | 3 - 1   | Guinée          | Stade Alassane Ouattara, Abidjan                  |                                                   |
| 20h00          | Mbemba 27e · Wissa 65e (pen.) · Masuaku 82e | (1 - 1) | 20e (pen.) Bayo | Spectateurs : 33 278 Arbitrage : Mustapha Ghorbal | Spectateurs : 33 278 Arbitrage : Mustapha Ghorbal |
| 20h00          | Rapport                                     |         |                 | Spectateurs : 33 278 Arbitrage : Mustapha Ghorbal | Spectateurs : 33 278 Arbitrage : Mustapha Ghorbal |

La République démocratique du Congo s’est imposée 3-1 face à la Guinée en quarts de finale. La Guinée a ouvert le score sur penalty grâce à Mohamed Bayo, mais la RDC a rapidement réagi avec une égalisation de Chancel Mbemba. En seconde période, Yoane Wissa a donné l’avantage aux Congolais sur un penalty, avant qu’Arthur Masuaku ne marque un superbe coup franc pour sceller la victoire. Avec cette performance solide, les Léopards décrochent leur place en demi-finale,.
| 3 février 2024 | Mali                       | 1 - 2                 | Côte d'Ivoire                             | Stade de Bouaké, Bouaké                       |                                               |
| 17h00          | ( Samassékou) Dorgeles 71e | (0 - 0, 1 - 1, 1 - 1) | 90e Adingra · 120+2e Diakité (S. Fofana ) | Spectateurs : 39 836 Arbitrage : Mohamed Adel | Spectateurs : 39 836 Arbitrage : Mohamed Adel |
| 17h00          | Rapport                    |                       |                                           | Spectateurs : 39 836 Arbitrage : Mohamed Adel | Spectateurs : 39 836 Arbitrage : Mohamed Adel |

La Côte d'Ivoire s'est qualifiée pour les demi-finales en battant le Mali 2-1 après prolongation. Réduits à dix à la 43e minute à la suite de l'expulsion d'Odilon Kossounou, les Ivoiriens ont fait preuve d'une résilience remarquable. Le Mali a ouvert le score à la 71e minute grâce à une frappe lointaine de Nene Dorgeles. Cependant, Simon Adingra a égalisé pour la Côte d'Ivoire à la 90e minute, forçant ainsi les prolongations. Dans les ultimes instants de la prolongation, Oumar Diakité a inscrit le but de la victoire à la 121e minute, propulsant les Éléphants en demi-finale où ils affronteront la République démocratique du Congo. Ce match a été marqué par une intensité exceptionnelle et une détermination sans faille de la part des Ivoiriens, qui ont su renverser la situation malgré leur infériorité numérique,.
| 3 février 2024 | Cap-Vert                                       | 0 - 0                 | Afrique du Sud                    | Stade Charles-Konan-Banny, Yamoussoukro                    |                                                            |
| 20h00          |                                                | (0 - 0, 0 - 0, 0 - 0) |                                   | Spectateurs : 12 162 Arbitrage : Jean-Jacques Ndala Ngambo | Spectateurs : 12 162 Arbitrage : Jean-Jacques Ndala Ngambo |
| 20h00          | Rapport                                        |                       |                                   | Spectateurs : 12 162 Arbitrage : Jean-Jacques Ndala Ngambo | Spectateurs : 12 162 Arbitrage : Jean-Jacques Ndala Ngambo |
| 20h00          | Bebé · Semedo · L. Duarte · Teixeira · Andrade | Tirs au but 1 - 2     | Mokoena · Lepasa · Modiba · Mvala | Spectateurs : 12 162 Arbitrage : Jean-Jacques Ndala Ngambo | Spectateurs : 12 162 Arbitrage : Jean-Jacques Ndala Ngambo |

L'Afrique du Sud s'est qualifiée pour les demi-finales den éliminant le Cap-Vert aux tirs au but (0-0, 2-1 tab). Le match a été marqué par une performance exceptionnelle du gardien sud-africain Ronwen Williams, qui a arrêté quatre des cinq tirs au but cap-verdiens, un exploit inédit à ce stade de la compétition. Durant le temps réglementaire et les prolongations, les deux équipes se sont neutralisées, avec des occasions de part et d'autre, notamment une frappe de Gilson Tavares pour le Cap-Vert repoussée sur la barre par Williams dans les arrêts de jeu. Grâce à cette victoire, l'Afrique du Sud atteint les demi-finales de la CAN pour la première fois depuis 2000 et affrontera le Nigeria pour une place en finale,.

#### Demi-finale
| 7 février 2024 | Nigeria                                          | 1 - 1                 | Afrique du Sud                        | Stade de Bouaké, Bouaké                    |                                            |
| 17h00          | Troost-Ekong 67e (pen.)                          | (0 - 0, 1 - 1, 1 - 1) | 90e (pen.) Mokoena                    | Spectateurs : 31 227 Arbitrage : Amin Omar | Spectateurs : 31 227 Arbitrage : Amin Omar |
| 17h00          | Rapport                                          |                       |                                       | Spectateurs : 31 227 Arbitrage : Amin Omar | Spectateurs : 31 227 Arbitrage : Amin Omar |
| 17h00          | Moffi · Omeruo · Aina · Troost-Ekong · Iheanacho | Tirs au but 4 - 2     | Mokoena · Mayambela · Makgopa · Mvala | Spectateurs : 31 227 Arbitrage : Amin Omar | Spectateurs : 31 227 Arbitrage : Amin Omar |

Le Nigeria s’est qualifié pour la finale en battant l’Afrique du Sud aux tirs au but (1-1, 4-2 tab). William Troost-Ekong a ouvert le score pour les Nigérians sur penalty à la 67e minute, mais l’Afrique du Sud a égalisé à la 90e grâce à un penalty de Teboho Mokoena. Après des prolongations sans but, le Nigeria s’est imposé lors de la séance de tirs au but grâce à deux arrêts décisifs du gardien Stanley Nwabali. Les Super Eagles se qualifient ainsi leur huitième finale de CAN,.
| 7 février 2024 | Côte d'Ivoire        | 1 - 0   | RD Congo | Stade Alassane Ouattara, Abidjan               |                                                |
| 20h00          | ( Gradel) Haller 65e | (0 - 0) |          | Spectateurs : 51 020 Arbitrage : Ibrahim Mutaz | Spectateurs : 51 020 Arbitrage : Ibrahim Mutaz |
| 20h00          | Rapport              |         |          | Spectateurs : 51 020 Arbitrage : Ibrahim Mutaz | Spectateurs : 51 020 Arbitrage : Ibrahim Mutaz |

La Côte d'Ivoire s'est qualifiée pour la finale en battant la République démocratique du Congo 1-0 en demi-finale, grâce à un but de Sébastien Haller à la 65e minute. L'attaquant du Borussia Dortmund a repris de volée un centre de Max-Alain Gradel, offrant ainsi la victoire aux Éléphants. Ce succès marque la cinquième finale de CAN pour la Côte d'Ivoire. La RDC, quant à elle, disputera le match pour la troisième place.

#### Match pour la troisième place
L'Afrique du Sud a décroché la troisième place de la Coupe d'Afrique des nations en battant la République démocratique du Congo aux tirs au but (0-0, 6-5 tab) lors de la petite finale. Malgré plusieurs occasions franches, notamment pour Simon Banza, Silas, Chancel Mbemba et Fiston Mayele, la RDC n'a pas réussi à concrétiser ses actions durant le temps réglementaire. Le gardien sud-africain Ronwen Williams s'est une nouvelle fois illustré en arrêtant deux tirs au but, ceux de Mbemba et Meschack Elia, offrant ainsi la victoire aux Bafana Bafana. Avec cette performance, l'Afrique du Sud monte sur le podium de la CAN pour la première fois depuis 2000, tandis que la RDC termine à la quatrième place,,.
| 10 février 2024 | Afrique du Sud                                                | 0 - 0             | RD Congo                                                        | Stade Félix-Houphouët-Boigny, Abidjan                  |                                                        |
| 20h00           |                                                               | (0 - 0, 0 - 0)    |                                                                 | Spectateurs : 21 975 Arbitrage : Bamlak Tessema Weyesa | Spectateurs : 21 975 Arbitrage : Bamlak Tessema Weyesa |
| 20h00           | Rapport                                                       |                   |                                                                 | Spectateurs : 21 975 Arbitrage : Bamlak Tessema Weyesa | Spectateurs : 21 975 Arbitrage : Bamlak Tessema Weyesa |
| 20h00           | Mokoena · Sibisi · Monare · Modiba · Lepasa · Appollis · Xulu | Tirs au but 6 - 5 | Moutoussamy · Mfulu · Bakambu · Kayembe · Mbemba · Wissa · Elia | Spectateurs : 21 975 Arbitrage : Bamlak Tessema Weyesa | Spectateurs : 21 975 Arbitrage : Bamlak Tessema Weyesa |

## Cérémonie de clôture
La cérémonie de clôture de la 34e édition de la Coupe d’Afrique des Nations CAF, Côte d’Ivoire 2023, s'est déroulée au Stade Olympique Alassane Ouattara d’Ebimpe le dimanche 11 février 2024, débutant à 18 h 45 GMT. Cette cérémonie a été précédée par une série de performances artistiques mettant en vedette des artistes renommés, dont la légende du reggae ivoirien Alpha Blondy, ainsi que Tam Sir, l'auteur du tube Coup du Marteau.
La cérémonie a débuté par l'extinction des lumières dans le stade, alors que les téléphones des 60 000 spectateurs présents illuminaient la foule. Alpha Blondy a ouvert le spectacle avec une prestation captivante, suivie de Tam Sir et de la Team Paiya, qui ont interprété leur célèbre chanson Coup du Marteau, devenu l'hymne non officiel de la compétition. D'autres artistes ivoiriens tels que Roseline Layo, Serge Beynaud et Didi B ont également participé, ajoutant à l'ambiance électrique de la soirée,.
L'orchestre philharmonique d'enfants, composé de 154 enfants, a offert une interprétation d'Akwaba (en), l'hymne officiel de la CAN 2023, symbolisant l'unité et la diversité du continent africain.

### Finale
La Côte d'Ivoire a remporté la Coupe d'Afrique des nations en battant le Nigeria 2-1 en finale. Malgré l'ouverture du score nigériane par William Troost-Ekong à la 38e minute, les Éléphants ont renversé la situation grâce à des buts de Franck Kessié (62e) et Sébastien Haller (81e), tous deux sur des passes décisives de Simon Adingra, élu homme du match. Ce sacre marque le troisième titre continental de la Côte d'Ivoire, après ceux de 1992 et 2015. Il couronne un parcours exceptionnel, les Ivoiriens ayant été repêchés en huitièmes de finale en tant que meilleurs troisièmes, puis éliminant successivement le Sénégal, le Mali et la RDC avant de triompher en finale. Cette victoire, obtenue à domicile, a suscité une immense ferveur populaire, avec des célébrations massives dans les rues d'Abidjan,.
| 11 février 2024 | Nigeria          | 1 - 2   | Côte d'Ivoire                                 | Stade Alassane Ouattara, Abidjan              |                                               |
| 20h00           | Troost-Ekong 38e | (1 - 0) | 62e Kessié (Adingra ) · 81e Haller (Adingra ) | Spectateurs : 57 094 Arbitrage : Dahane Beida | Spectateurs : 57 094 Arbitrage : Dahane Beida |
| 20h00           | Rapport          |         |                                               | Spectateurs : 57 094 Arbitrage : Dahane Beida | Spectateurs : 57 094 Arbitrage : Dahane Beida |

## Faits notables
- André Ayew et Youssef Msakni ont égalé le record de huit participations en Coupe d'Afrique des Nations, rejoignant ainsi Rigobert Song et Ahmed Hassan[123].
- Le 16 janvier, Youssef Msakni a atteint le seuil de 100 matchs avec l'équipe nationale tunisienne lors de la première journée contre la Namibie[124].
- Le 23 janvier, la Mauritanie a créé la surprise en remportant sa première victoire dans l'histoire de la CAN, en battant l'Algérie (1-0) au stade de la Paix de Bouaké, se qualifiant ainsi pour les huitièmes de finale[125].
- Le 24 janvier, la Namibie se qualifie pour la première fois en huitièmes de finale de la CAN avec un match nul contre le Mali (0-0) lors de la dernière journée de la phase de groupe[126].

## Statistiques et récompenses

### Classement des buteurs
- Un total de 117 buts ont été marqués en 52 matches, établissant  une moyenne de 2,38 buts par match[127].

5 buts      
- Emilio Nsue

4 buts     
- Gelson Dala
- Mostafa Mohamed

3 buts    
- Baghdad Bounedjah
- Mabululu
- Bertrand Traoré
- Mohamed Bayo
- Lassine Sinayoko
- Ademola Lookman
- William Troost-Ekong

2 buts   
- Themba Zwane
- Teboho Mokoena
- Ryan Mendes
- Franck Kessié
- Sébastien Haller
- Mohammed Kudus
- Jordan Ayew
- Yoane Wissa
- Lamine Camara
- Habib Diallo

1 but  
- Percy Tau
- Thapelo Maseko
- Evidence Makgopa
- Gilberto
- Zini
- Mohamed Konaté
- Frank Magri
- Jean-Charles Castelletto
- Karl Toko-Ekambi
- Christopher Wooh
- Jamiro Monteiro
- Garry Rodrigues
- Bebé
- Kevin Pina
- Gilson Tavares
- Bryan Teixeira
- Seko Fofana
- Jean-Philippe Krasso
- Simon Adingra
- Oumar Diakité
- Trézéguet
- Omar Marmoush
- Mohamed Salah
- Ablie Jallow
- Ebrima Colley
- Alexander Djiku
- Aguibou Camara
- Zé Turbo
- Ibán Salvador
- José Antonio Miranda
- Pablo Ganet
- Jannick Buyla
- Hamari Traoré
- Nene Dorgeles
- Romain Saïss
- Azzedine Ounahi
- Youssef En-Nesyri
- Achraf Hakimi
- Hakim Ziyech
- Sidi Bouna Amar
- Aboubakary Koita
- Mohamed Dellahi Yali
- Witi
- Clésio Bauque
- Geny Catamo
- Reinildo Mandava
- Deon Hotto
- Victor Osimhen
- Silas Katompa Mvumpa
- Meschack Elia
- Chancel Mbemba
- Arthur Masuaku
- Pape Gueye
- Ismaïla Sarr
- Sadio Mané
- Abdoulaye Seck
- Iliman Ndiaye
- Simon Msuva
- Hamza Rafia
- Kings Kangwa
- Patson Daka

But contre son camp  (csc)
- Esteban Obiang (pour la Guinée-Bissau)
- Opa Sanganté (pour le Nigeria)
- James Gomez (pour le Cameroun)
- Edmond Tapsoba (pour le Mali)

### Classement des passeurs
Les passes décisives peuvent faire l'objet de différentes interprétations en fonction de la situation de jeu.
3 passes décisives   
- Fredy
- Georges-Kévin Nkoudou
- José Machín
- Sadio Mané

2 passes décisives  
- Simon Adingra
- Trézéguet
- Kamory Doumbia
- Ismaïla Sarr

1 passe décisive 
- Thapelo Morena
- Evidence Makgopa
- Teboho Mokoena
- Themba Zwane
- Youcef Belaïli
- Adam Ounas
- Gelson Dala
- Abdoul Tapsoba
- Olivier Ntcham
- Gilson Tavares
- Deroy Duarte
- Ryan Mendes
- Franck Kessié
- Seko Fofana
- Max-Alain Gradel
- Ahmed Hegazy
- Mohamed Salah
- Alieu Fadera
- Assan Ceesay
- Jordan Ayew
- Salis Abdul Samed
- Denis Odoi
- Morgan Guilavogui
- Ibrahim Diakité
- Dálcio
- Pablo Ganet
- Jesús Owono
- Basilio Ndong
- Carlos Akapo
- Hamari Traoré
- Diadie Samassékou
- Amine Adli
- Achraf Hakimi
- Hakim Ziyech
- Omaré Gassama
- Khadim Diaw
- Domingos
- Guima
- Shaquille Momad Nangy
- Bethuel Muzeu
- Ademola Lookman
- Victor Osimhen
- Calvin Bassey
- Moses Simon
- Cédric Bakambu
- Meschack Elia
- Iliman Ndiaye
- Pape Matar Sarr
- Idrissa Gueye
- Krépin Diatta
- Mbwana Aly Samatta
- Ali Abdi
- Patson Daka
- Clatous Chama

### Joueurs élus «Homme du match»
Le trophée de l'Homme du Match TotalEnergies est décerné par la CAF au joueur considéré comme ayant réalisé la meilleure performance lors d'un match.
2 fois
- Themba Zwane
- Gelson Dala
- Mohammed Kudus
- Jesús Owono
- Deon Hotto
- Moses Simon
- Yoane Wissa

1 fois
- Teboho Mokoena
- Ronwen Williams
- Baghdad Bounedjah
- Farès Chaïbi
- Kialonda Gaspar
- Blati Touré
- Christopher Wooh
- Ryan Mendes
- Jamiro Monteiro
- Seko Fofana
- Jean Michaël Seri
- Oumar Diakité
- Franck Kessié
- Simon Adingra
- Trézéguet
- Alexander Djiku
- Aguibou Camara
- Mohamed Bayo
- Ibrahim Diakité
- Emilio Nsue
- Kamory Doumbia
- Amadou Haidara
- Lassine Sinayoko
- Sofyan Amrabat
- Azzedine Ounahi
- Babacar Niasse
- Guima
- Ademola Lookman
- Victor Osimhen
- Stanley Nwabali
- Gaël Kakuta
- Silas Katompa Mvumpa
- Lionel Mpasi
- Dylan Batubinsika
- Abdoulaye Seck
- Ismaïla Sarr
- Lamine Camara
- Patson Daka

### Récompenses
| Joueur de la compétition | Meilleur buteur     | Meilleur gardien  |
| ------------------------ | ------------------- | ----------------- |
| William Troost-Ekong     | Emilio Nsue         | Ronwen Williams   |
| Meilleur jeune joueur    | Meilleur entraîneur | Prix du fair-play |
| Simon Adingra            | Émerse Faé          | Afrique du Sud    |

| Gardien         | Défenseurs                                                  | Milieux de terrain                             | Attaquants                              | Entraîneur |
| --------------- | ----------------------------------------------------------- | ---------------------------------------------- | --------------------------------------- | ---------- |
| Ronwen Williams | Ola Aina William Troost-Ekong Chancel Mbemba Ghislain Konan | Teboho Mokoena Franck Kessié Jean Michaël Seri | Yoane Wissa Emilio Nsue Ademola Lookman | Émerse Faé |

### Bilan des équipes - classement

Carte de l'Afrique en fonction du stade de la compétition atteint par les différents pays participants
Vainqueur
Finale
Troisième
Quatrième
Quart de finale
Huitième de finale
Premier tour

| Pos. | Équipe             | Gr | J | G | N | P | Pts | BP | BC | +/- | Progression         |
| ---- | ------------------ | -- | - | - | - | - | --- | -- | -- | --- | ------------------- |
| 1    | Côte d'Ivoire      | A  | 7 | 4 | 1 | 2 | 13  | 8  | 8  | 0   | Vainqueur           |
| 2    | Nigeria            | A  | 7 | 4 | 2 | 1 | 14  | 8  | 4  | +4  | Finaliste           |
| 3    | Afrique du Sud     | E  | 7 | 2 | 4 | 1 | 10  | 7  | 3  | +4  | Demi-finale         |
| 4    | RD Congo           | F  | 7 | 1 | 5 | 1 | 8   | 6  | 5  | +1  | Demi-finale         |
| 5    | Cap-Vert           | B  | 5 | 3 | 2 | 0 | 11  | 8  | 3  | +5  | Quarts de finale    |
| 8    | Mali               | D  | 5 | 3 | 1 | 1 | 10  | 9  | 4  | +5  | Quarts de finale    |
| 6    | Guinée             | E  | 5 | 2 | 2 | 1 | 8   | 6  | 4  | +2  | Quarts de finale    |
| 7    | Angola             | C  | 5 | 2 | 1 | 2 | 7   | 4  | 6  | −2  | Quarts de finale    |
| 9    | Sénégal            | C  | 4 | 3 | 1 | 0 | 10  | 9  | 2  | +7  | Huitièmes de finale |
| 10   | Guinée équatoriale | A  | 4 | 2 | 1 | 1 | 7   | 9  | 4  | +5  | Huitièmes de finale |
| 11   | Maroc              | F  | 4 | 2 | 1 | 1 | 7   | 5  | 3  | +2  | Huitièmes de finale |
| 12   | Égypte             | B  | 4 | 0 | 4 | 0 | 4   | 7  | 7  | 0   | Huitièmes de finale |
| 13   | Burkina Faso       | D  | 4 | 1 | 1 | 2 | 4   | 4  | 6  | −2  | Huitièmes de finale |
| 14   | Cameroun           | C  | 4 | 1 | 1 | 2 | 4   | 5  | 8  | −3  | Huitièmes de finale |
| 15   | Namibie            | E  | 4 | 1 | 1 | 2 | 4   | 1  | 7  | −6  | Huitièmes de finale |
| 16   | Mauritanie         | D  | 4 | 1 | 0 | 3 | 3   | 3  | 5  | −2  | Huitièmes de finale |
| 17   | Ghana              | B  | 3 | 0 | 2 | 1 | 2   | 5  | 6  | −1  | Premier tour        |
| 18   | Algérie            | D  | 3 | 0 | 2 | 1 | 2   | 3  | 4  | −1  | Premier tour        |
| 19   | Zambie             | F  | 3 | 0 | 2 | 1 | 2   | 2  | 3  | −1  | Premier tour        |
| 20   | Tunisie            | E  | 3 | 0 | 2 | 1 | 2   | 1  | 2  | −1  | Premier tour        |
| 21   | Mozambique         | B  | 3 | 0 | 2 | 1 | 2   | 4  | 7  | −3  | Premier tour        |
| 22   | Tanzanie           | F  | 3 | 0 | 2 | 1 | 2   | 1  | 4  | −3  | Premier tour        |
| 23   | Guinée-Bissau      | A  | 3 | 0 | 0 | 3 | 0   | 2  | 7  | −5  | Premier tour        |
| 24   | Gambie             | C  | 3 | 0 | 0 | 3 | 0   | 2  | 7  | −5  | Premier tour        |

- Vainqueur
- Finale
- Troisième
- Quatrième
- Quart de finale
- Huitième de finale
- Premier tour